# Bazylika konkatedralna Wniebowzięcia Najświętszej Maryi Panny w Gdańsku
Bazylika konkatedralna Wniebowzięcia Najświętszej Maryi Panny, zwana także bazyliką Mariacką – historyczna fara Głównego Miasta w Gdańsku zwana często „Koroną Gdańska”, pełniąca funkcję kościoła katolickiego i ewangelickiego (w latach 1572–1945), od 1986 konkatedra diecezji gdańskiej, która w 1992 stała się archidiecezją. Kościół jest pod wezwaniem Wniebowzięcia NMP. Położony jest na placu między ulicami Piwną i Chlebnicką, a św. Ducha. Od strony Motławy bezpośrednio do jednej z bram świątyni prowadzi ul. Mariacka. Kościół Mariacki jest trzecią pod względem objętości świątynią na świecie zbudowaną z cegły. Jej charakterystyczna sylwetka, której akcentami są masywna zachodnia wieża dzwonna i smukłe narożne wieżyczki tworzy dominantę w panoramie miasta. Zbudowany w latach 1346–1502 kościół jest przykładem gotyku ceglanego, odmiany stylu w architekturze gotyckiej upowszechnionego w krajach basenu Morza Bałtyckiego. Pomimo burzliwych dziejów, świątynia zachowała historyczną formę architektoniczną, co poświadczają ikonografia sięgająca XVI wieku oraz bogaty wystrój wnętrza, który tworzą liczne dzieła średniowieczne (m.in. Ołtarz Koronacji Marii, Piękna Madonna Gdańska, Pietà, ołtarz św. Barbary, Tablica Dziesięciorga Przykazań, zegar astronomiczny) i nowożytne (zespół obrazów i epitafiów z XVI–XVIII stuleci).

## Historia

### Najstarsze dzieje
Sprawa początków dziejów gdańskiego kościoła NMP nie jest wyjaśniona. Dawna tradycja przekazała 1243 jako rok rozpoczęcia budowy świątyni, aczkolwiek badania archeologiczne pod obecną świątynią nie przyniosły korzystnego rezultatu w postaci materialnych śladów. Przypuszcza się, iż w miejscu obecnej bazyliki Mariackiej stał wcześniej drewniany kościół, wzniesiony przez księcia Świętopełka II Wielkiego, wymieniany w 1271 obok innych kościołów gdańskich (św. Mikołaja i św. Katarzyny).

### Budowa gotyckiego kościoła
Na mocy przywileju nadanego Głównemu Miastu w 1342 przez wielkiego mistrza krzyżackiego, Ludolfa Kóniga, wydano decyzję budowy kościoła parafialnego. Obecną świątynię zaczęto budować w 1343. 23 marca położono pierwszy kamień, a mówi o tym łaciński napis na tablicy przy wejściu do zakrystii:
„Anno Domini MCCCXLIII ... proxima feria sexta post Letare positus est primus lapis muri ecclesie beate virginis Marie cuius dedicatio celebrabitur dominica proxima post festum nativitatis Marie”
Budowę świątyni rozpoczęto równocześnie z dwóch stron – wschodniej i zachodniej. Niektóre fragmenty dawnej, ceglanej budowli zachowały się w murach obecnej hali. Od zachodu wzniesiono niską, dwukondygnacyjną wieżę-dzwonnicę, opiętą masywnymi przyporami. Na przedłużeniu naw bocznych przylegały do wieży dwie kaplice. Wysokość wieży została podyktowana warunkami postawionymi przez Krzyżaków, którzy nakazali, aby nie przekraczała wysokości wieży dawnego zamku. Dawny kościół miał najprawdopodobniej formę trójnawowej bazyliki, z sześcioprzęsłowym korpusem nawowym, którego nawa główna sięgała około 27 metrów. Nie wiadomo, jak wyglądało pierwotne prezbiterium ze względu na przemiany w kolejnych fazach budowlanych. Przypuszcza się, iż miało formę trójnawową, również bazylikową, o prostym zamknięciu. Już od początku budowy pieczę nad nią sprawowali gdańscy mieszczanie, jednak w przeciwieństwie do innych far w większych hanzeatyckich ośrodkach miejskich, prawa gdańskich mieszczan były podporządkowane restrykcjom Zakonu, dlatego też kształt świątyni był niezgodny z ambicjami mieszkańców Głównego Miasta. Zakończenie prac budowlanych datuje się na lata 1360–1361.
Niezależnie od hipotez na temat kształtu prezbiterium kościoła zbudowanego przez wcześniejszą generację, faktem jest, że następne pokolenie podjęło realizację budowy prezbiterium świątyni wprowadzając do pierwotnej koncepcji przestrzennej radykalną zmianę. Prezbiterium poprzedził nie jednonawowy, a trójnawowy transept o układzie halowym, w podobny sposób rozbudowano prezbiterium. Budowę tak pomyślanej części wschodniej rozpoczęto w latach siedemdziesiątych XIV w., a w latach 1379–1400 wzniesiono zewnętrzne mury halowego transeptu i prezbiterium. Pracami kierował mistrz murarski Henryk Ungeradin, znany także z budowy ratusza Głównego Miasta. W 1424–1447 rozbudowano transept i prezbiterium, pokryto dachem i wykończono ich szczyty. W wyniku tychże zmian powstała dysproporcja w wyglądzie zewnętrznym kościoła pomiędzy częściami wschodnią i zachodnią. Patronat nad budową świątyni w ostatniej ćwierci XIV wieku przejęła Rada Miejska Gdańska, która sterowała organizacją i zarządzaniem oraz pieczą nad finansowaniem prac budowlanych. Jeszcze w trakcie wojny trzynastoletniej, w latach 1454–1466 podwyższono wieżę, co było symbolicznym akcentem zwycięstwa gdańszczan nad Zakonem Krzyżackim. Podwyższono także wieżyczki na sygnaturkę na skrzyżowaniu naw oraz flankujące transept i prezbiterium. W 1484–1498 przekształcono pozostałą bazylikową część nawy na hale z rozszerzeniem naw bocznych. Od 1485 przy budowie pracował architekt Hans Brandt – z jego udziałem wzniesiono korpus nawowy.

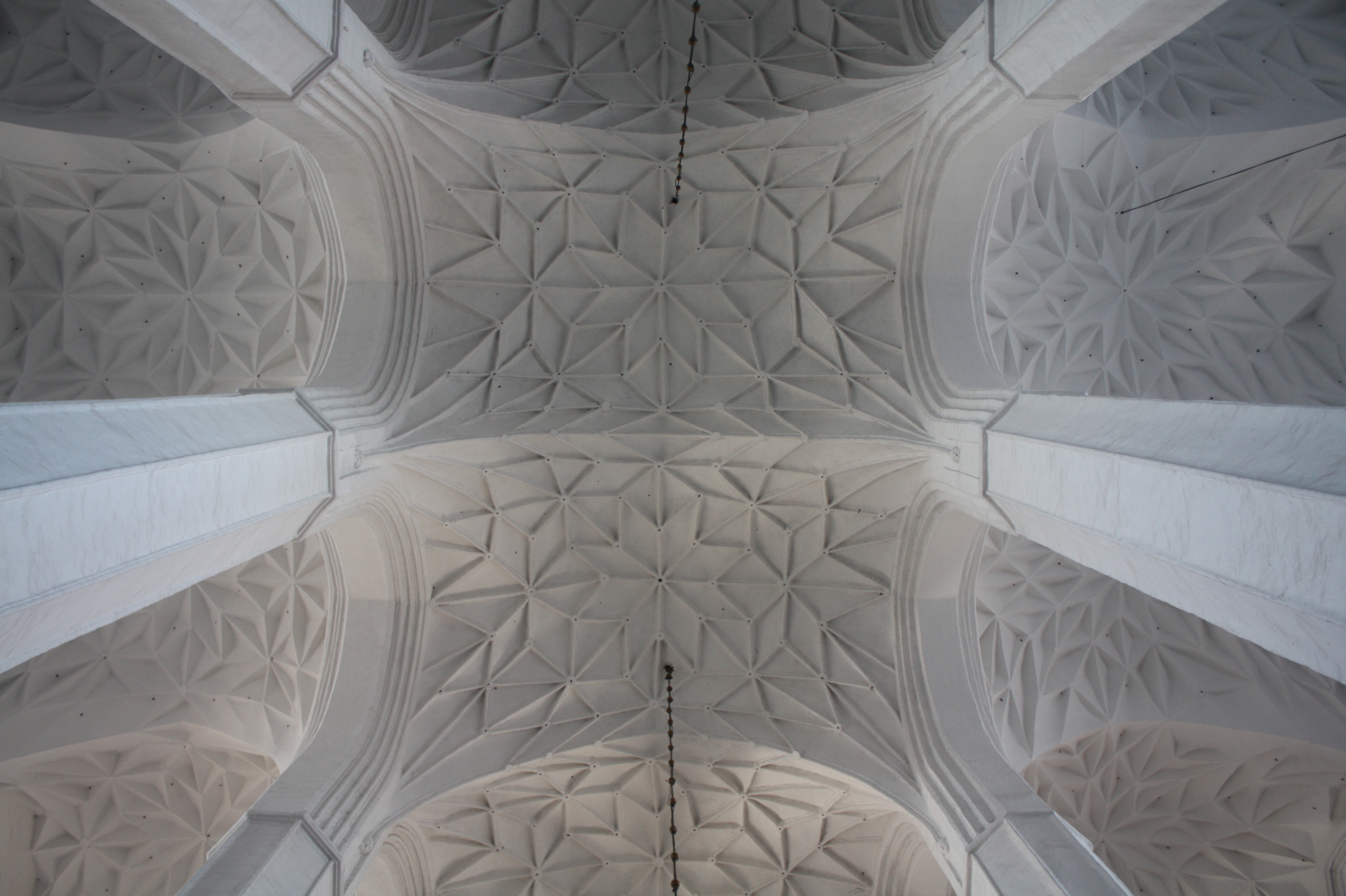
Sklepienia korpusu nawowego

W 1498–1502 przekryto świątynię sklepieniami gwiaździstymi, sieciowymi i kryształowymi, które konstruował Henryk Hetzel. 28 lutego 1502 wprawiono w sklepienie ostatni zwornik. Światło do wnętrza świątyni wpada przez 37 ogromnych okien różnej wielkości, w tym tylko 2 z (nowymi) witrażami. Dzięki umieszczeniu przypór we wnętrzu uzyskano między nimi duże przestrzenie, w których urządzono 29 kaplic.
w 1518 roku z inicjatywy ówczesnego proboszcza, Maurycego Ferbera, przy kościele powstała plebania w stylu wczesnego renesansu.

### Okres luterański

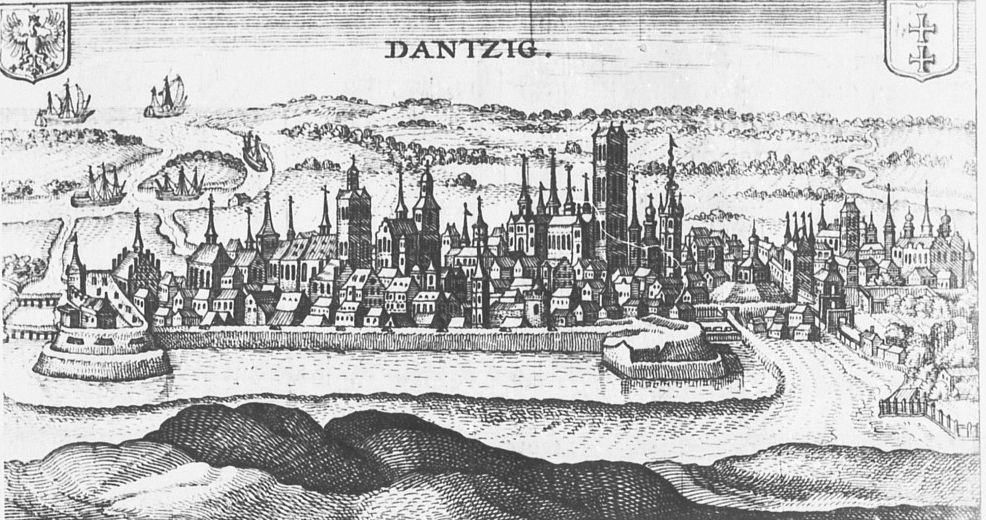
Widok Gdańska na sztychu z 1628 r.

Kilkanaście lat po ukończeniu prac budowlanych, zapoczątkowana w 1517 roku reformacja dotarła do Gdańska. W 1529 r. odbyło się w gdańskiej farze pierwsze nabożeństwo protestanckie, ale do 1572 r. główny ołtarz służył katolikom, którzy ponownie przejęli kościół dopiero po 1945 roku. Choć przez kolejne stulecia kościół służył gminie luterańskiej, do drugiej połowy XVII wieku proboszczami kościoła byli katoliccy duchowni wyznaczeni przez króla polskiego. W XVII wieku, obok kościoła Mariackiego, powstała kaplica Królewska w celu odprawiania nabożeństw dla gdańskich katolików. Zgodnie z doktrynami Marcina Lutra zachowano w znacznym stopniu dawny średniowieczny wystrój, jednakże ściany pokryte polichromiami zostały pobielone. Poprzez wzniesienie nowych organów, chrzcielnicy i ambony zaakcentowano nową przestrzeń liturgiczną wewnątrz świątyni. Patronat nad świątynią sprawował gdański patrycjat, który uposażył kościół licznymi dziełami sztuki, których większość zawierała bogate treści ideowe wyrażające potęgę gdańszczan.
28 października 1730 Johann Sebastian Bach wysłał list (z elementami autobiograficznymi) do przyjaciela z lat młodości, Georga Erdmanna, zamieszkałego w Gdańsku. Bach bezskutecznie zabiegał w nim m.in. o „złożenie wielce przychylnej rekomendacji” na stanowisko kapelmistrza kościoła Mariackiego.

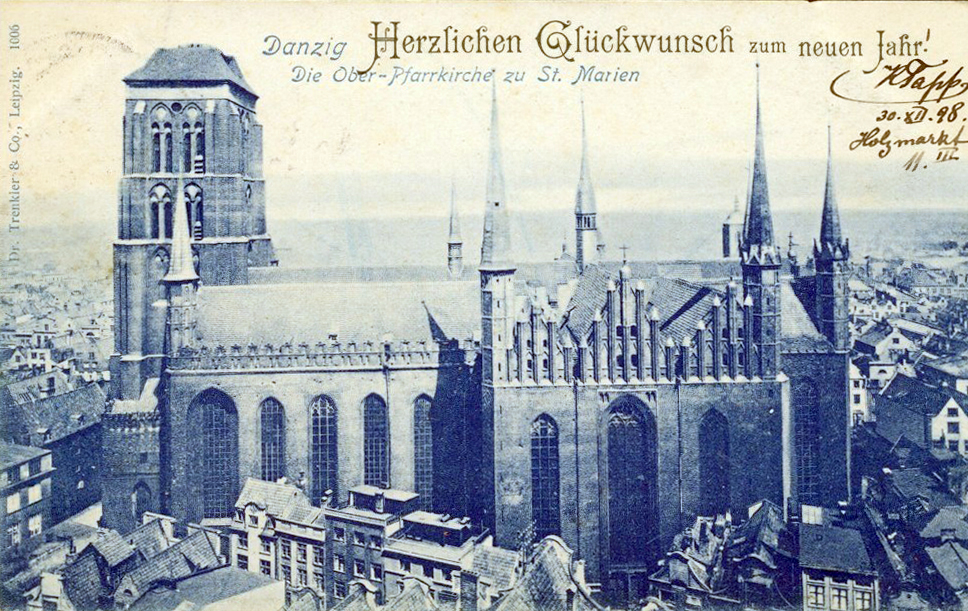
Kościół Mariacki, 1898

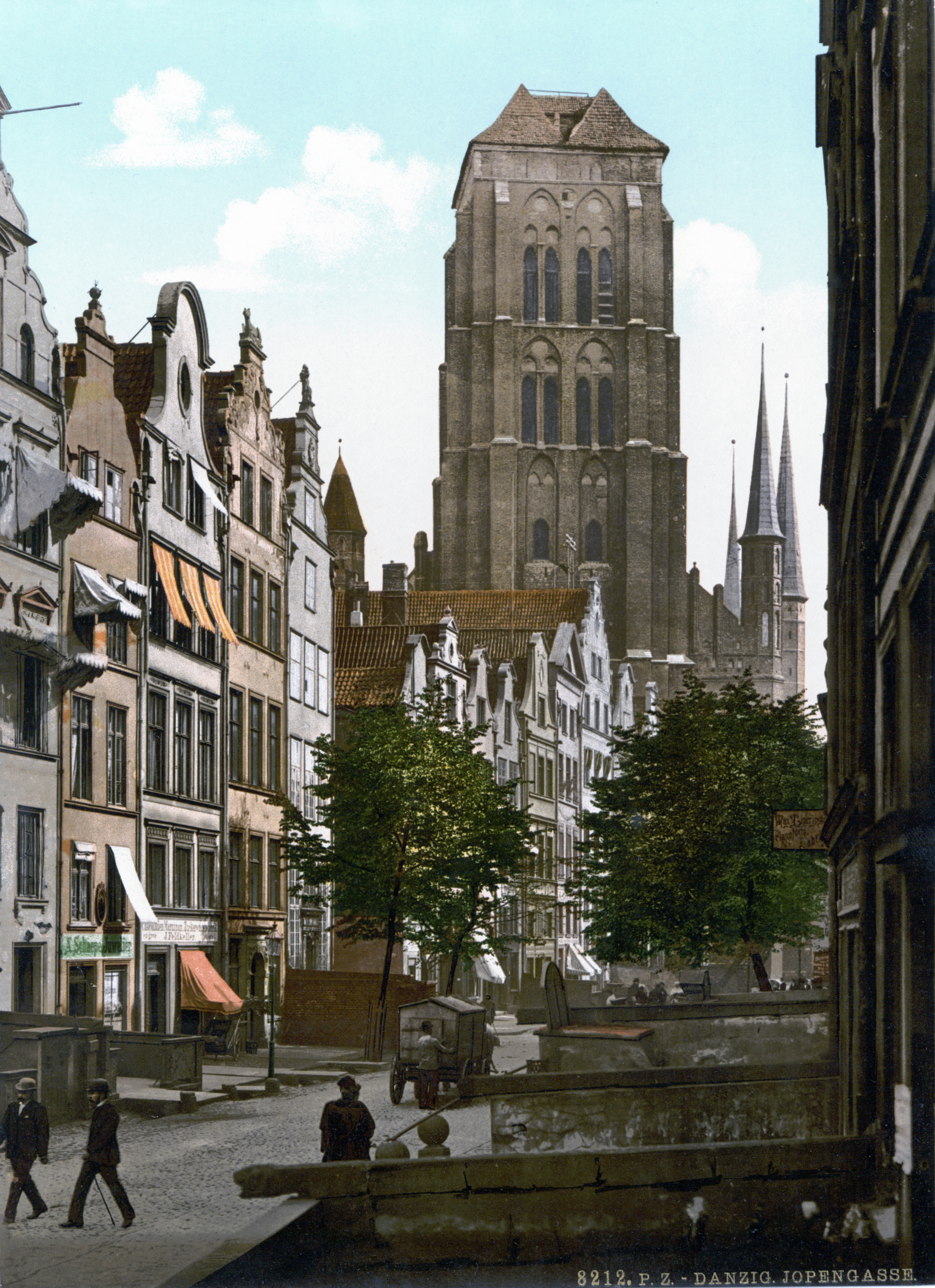
Wieża kościoła Mariackiego widziana z ul. Piwnej, ok. 1900

Od XIX wieku w kościele przeprowadzono szereg renowacji, które jak okazało się przyniosły skutek znacznego zwiększenia wytrzymałości konstrukcji kościoła (m.in. wieży zachodniej), chociaż ostatnia wojna znacznie zniszczyła świątynię. Wnętrze otrzymało kilka pomników, m.in. pomnik Marcina Lutra (ustawiony 10 listopada 1883, usunięty w 1946), tzw. Kriegsdenkmal, ponadto upamiętniający zwycięstwo Prusaków podczas ich wojny z Francją w latach 1870–1871.

### Wolne Miasto Gdańsk i II wojna światowa

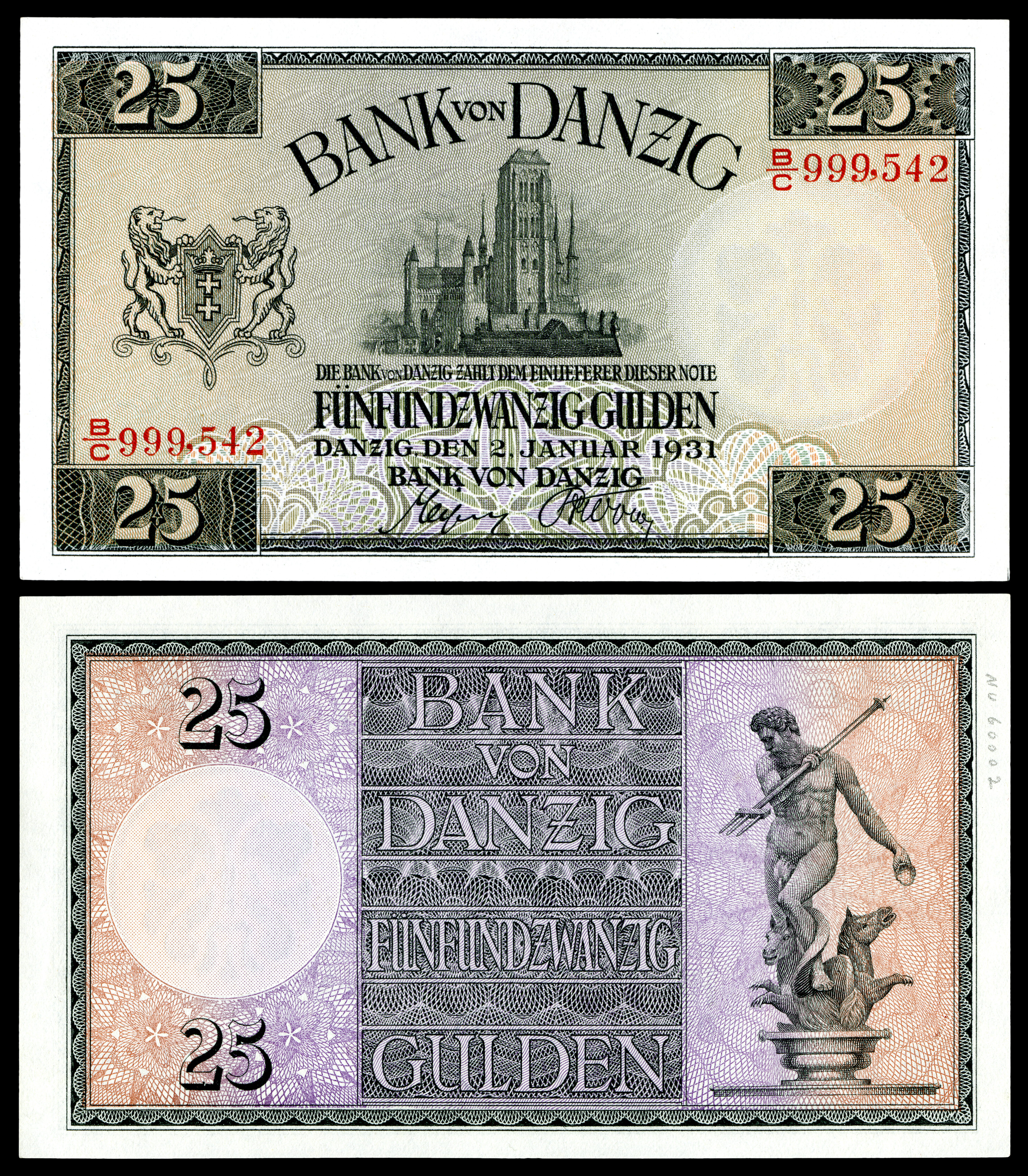
25 guldenów

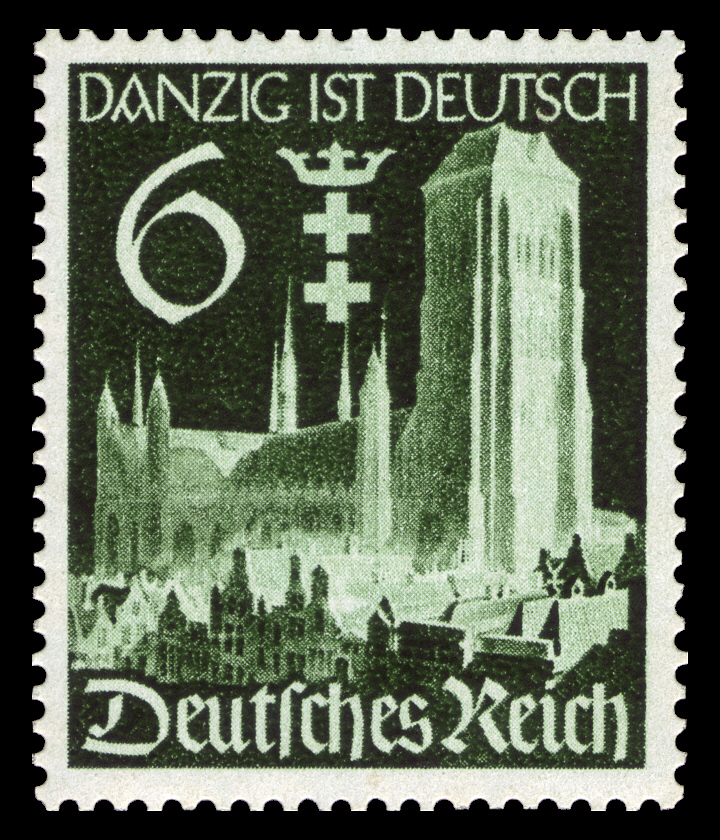
Bazylika na znaczku wydanym z okazji aneksji WMG do Niemiec

Banknoty guldena gdańskiego, zamiast portretów zasłużonych osób przedstawiały znane budowle miasta. Bazylika trafiła na nominał 25 guldenów. Po kampanii wrześniowej Niemcy wydali znaczki ze sloganem: Gdańsk jest niemiecki i te także przedstawiały znane budowle tego miasta.

### Zniszczenia wojenne i odbudowa
Podczas walk o Gdańsk w marcu 1945, w wyniku ostrzału artyleryjskiego, spłonęły drewniane konstrukcje dachów, runęło 40% sklepień, stopiły się niektóre dzwony, w tym największy Gratia Dei ważący 5300 kg, odlany w 1453. Część wyposażenia uległa zniszczeniu bądź rozproszeniu, eksponaty znajdują się m.in. w Muzeum Narodowym w Warszawie.
W 1946 rozpoczęto odgruzowywanie wnętrza i zabezpieczanie filarów i zachowanych sklepień, po czym podjęto odbudowę, którą kierował prof. Stanisław Obmiński, a od 1950 inż. arch. Marian Kossakowski. W tym czasie na dachu położono około 200 tys. dachówek.
17 listopada 1955 nastąpiło poświęcenie świątyni i przekazanie jej wiernym, ale prace trwały nadal, m.in. rekonstruowano hełmy wieżyczek i dach wieży.
Powracało stopniowo uratowane wyposażenie, odkryto fragmenty gotyckiej polichromii. W latach 1982–1983 ściany i sklepienia pokryto warstwą bieli wapiennej.

### Najnowsze dzieje
Świątynia przeszła w ręce Kościoła rzymskokatolickiego na mocy decyzji Rady Narodowej z 29 stycznia 1946. Dziesięć lat po konsekracji kościoła 20 listopada 1965 papież Paweł VI podniósł kościół Mariacki do godności bazyliki mniejszej, a 2 lutego 1987 stał się konkatedrą diecezji, a od 1992 Metropolii Gdańskiej. Od 1979 proboszczem bazyliki Mariackiej był ksiądz infułat Stanisław Bogdanowicz, dzięki któremu do wnętrza powróciła znaczna część średniowiecznych zabytków ruchomych, po wojnie przejęta przez placówki muzealne Polski i Niemiec. W październiku 2014 kolejnym proboszczem został ks. Zbigniew Zieliński, którego z kolei zastąpił w grudniu 2015 ks. prałat Ireneusz Bradtke.
W 2017 przystąpiono do czyszczenia elewacji świątyni i wymiany pokrycia dachowego (ponad 7 tys. m kw. i ok. 100 tys. dachówek), które zakończyły się jesienią 2018 roku, a ich koszt wyniósł 15 mln zł brutto. W ramach prac odciążono mury, rezygnując z betonowych elementów konstrukcyjnych, zainstalowanych po wojnie w miejsce spalonych drewnianych (obecnie pozostały tylko stalowe). W tym czasie odnowiono okna witrażowe; odtworzony został również znajdujący się w górnej części budowli wykusz, w którym dawniej znajdował się dźwig do transportowania ciężkich materiałów na poddasze. Zrekonstruowano brakującą sygnaturkę na dachu, a innej przywrócono pierwotny kształt. Renowacji poddany został także XVI-wieczny ołtarz główny (po konserwacji którego umożliwiono otwieranie i zamykanie skrzydeł zabytku). Likwidacji uległo podwyższenie w prezbiterium z lat 60. XX wieku, a w miejscu dawnej kotłowni powstała sala multimedialna. Największy remont bazyliki od czasu zakończenia odbudowy kościoła ze zniszczeń po II wojnie światowej trwał trzy lata, zakończył się w 2020 roku i kosztował prawie 20 milionów złotych.
W 2019 rozpoczęła się renowacja i konserwacja kamiennej posadzki, tworzonej w głównej mierze przez kilkaset płyt nagrobnych, kryjących miejsca pochówku 6 tys. osób pochowanych w kościele do początku XIX wieku. Uszkodzenia płyt spowodowane zostały m.in. zniszczeniami wojennymi (zawaleniem się sklepień), czynnikami geologicznymi, upływem czasu i zapadaniem się dawnych miejsc pochówku. W 2020 wysunięto tezę, że wykopany podczas remontu elewacji kamienny próg bramy wychodzącej na ulicę Grobla może pochodzić z rozebranego zamku krzyżackiego w Gdańsku. Wykonana z wapienia część kolumny podzielona jest na dwie części, które razem mają około dwóch metrów rozpiętości; podobne elementy – sięgacze w formie kapitelu, znajdują się na zamku w Malborku.
W 2016 świątynię odwiedziło około 460 tys. osób.

## Architektura

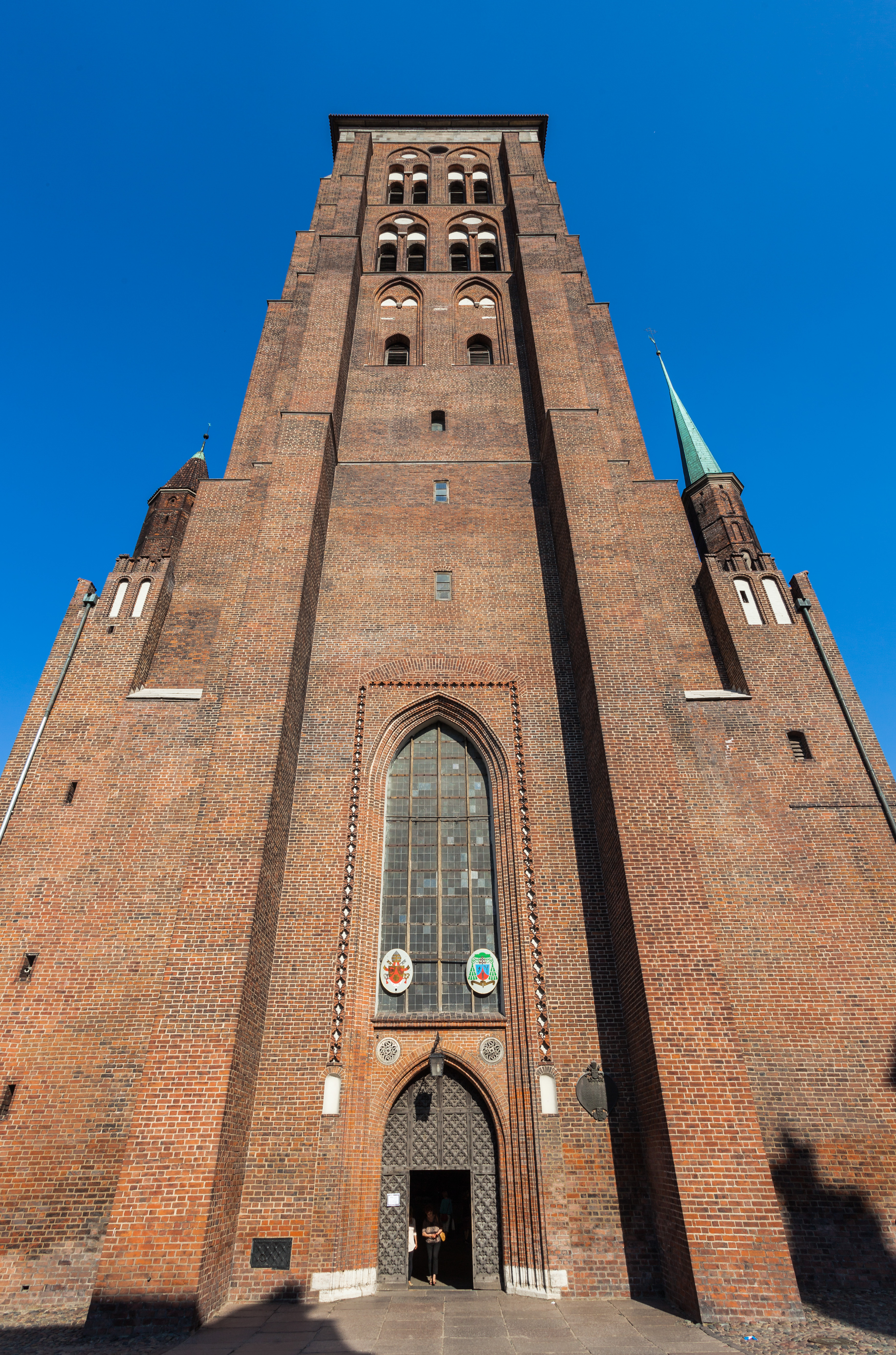
Główne wejście

Bazylika Mariacka w Gdańsku zachowała niemal w pełni gotycką architekturę, w układzie przestrzennym, wewnątrz i na zewnątrz. W kategoriach stylistycznych głównomiejska fara zaliczana jest do późnej odmiany gotyku ceglanego, powszechnego w XV wieku w krajach Niżu Nadbałtyckiego, a także w Niderlandach.

### Układ przestrzenny

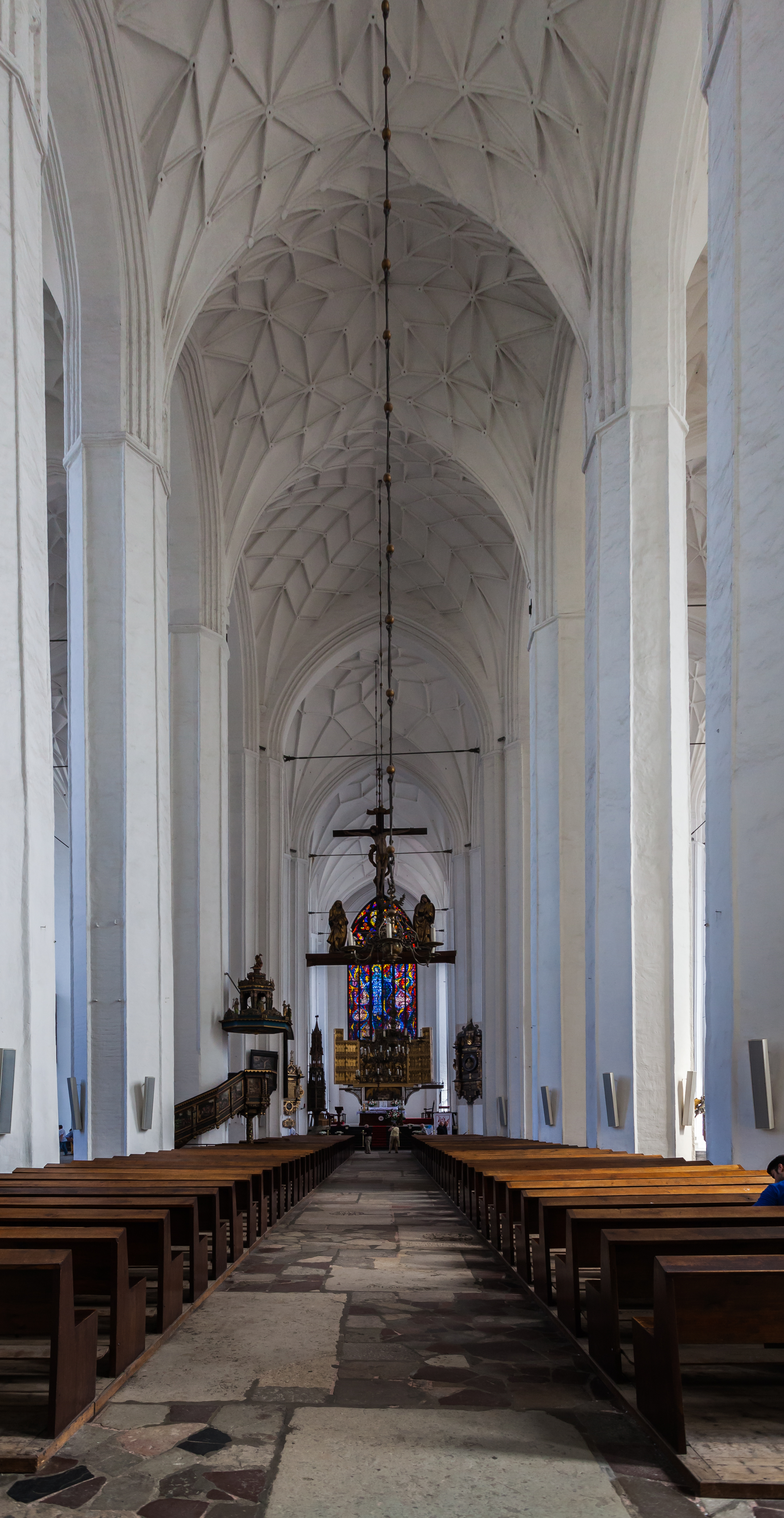
Ogólny widok nawy głównej i chóru

Kościół zbudowany jest na planie nieregularnego krzyża łacińskiego. Jest trójnawową halą o rozbudowanym i bogatym programie przestrzennym: trójnawowy korpus nawowy i również trójnawowy chór z pozornym ambitem (wyznacza go wyłącznie ołtarz główny, który położony jest o jedno przęsło na zachód od ściany wschodniej). Na osi wschód-zachód szerokość części nawowej i chórowej jest identyczna. W przypadku transeptu część południowa jest trójnawowa, północna zaś dwunawowa. Nieregularności planu północnego ramienia transeptu wynikają z konieczności dostosowania się do istniejącej zabudowy miejskiej. Do naw bocznych we wszystkich partiach świątyni przylegają kaplice, których krótsze ściany pełnią de facto funkcję konstrukcyjną; są przyporami. Do naroża prezbiterium i północnego ramienia transeptu przylega zakrystia o nieregularnym planie. Masyw wieżowy, zamykający świątynię od zachodu, tworzą wraz z kwadratową na planie wieżą flankujące ją kaplice boczne zbudowane na planie prostokątnym.

### Architektura wnętrza

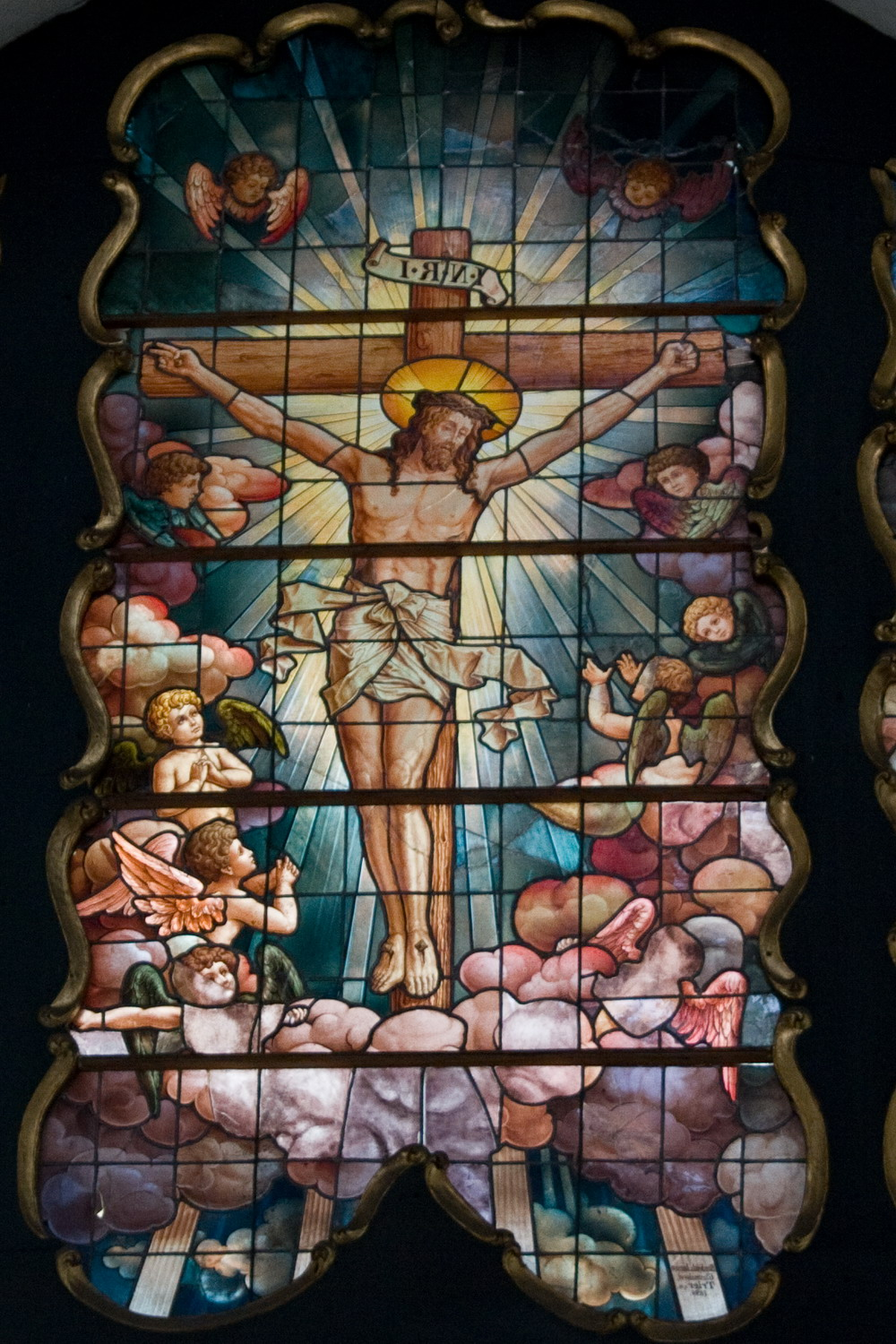
Ukrzyżowany, witraż nad wejściem do nawy głównej

Wnętrze charakteryzuje się jednolitą wysokością poszczególnych naw. Potężne, ośmioboczne filary dźwigają sklepienia o gęstym i wyszukanym układzie żeber, co stanowi jedną z bardziej charakterystycznych cech architektury późnogotyckiej. W nawie głównej i transepcie są to sklepienia sieciowe, w prezbiterium i niektórych kaplicach sklepienia gwiaździste, w nawach bocznych – sklepienia kryształowe, które są pozbawione żeber.

### Elewacje zewnętrzne

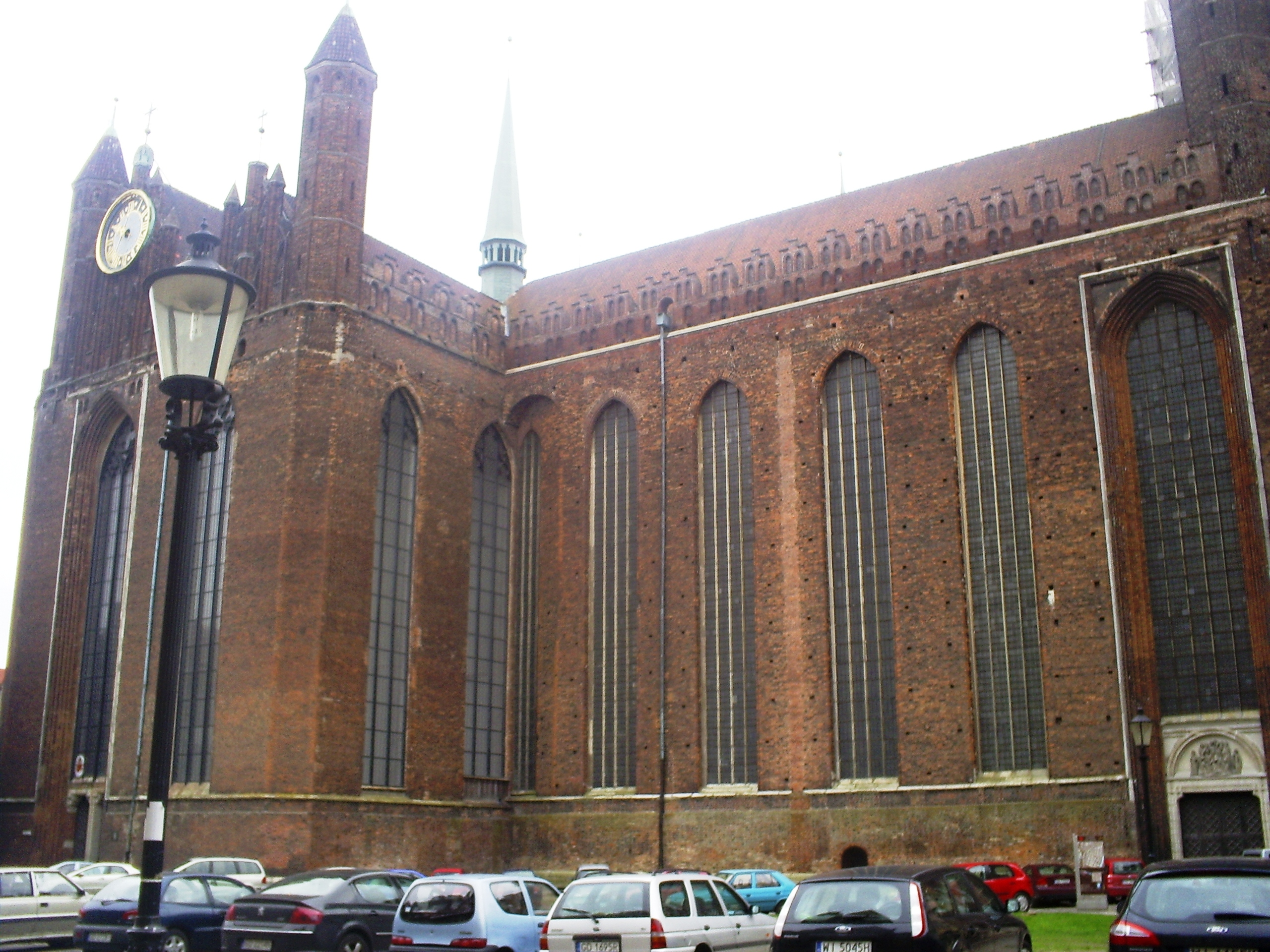
Wysokie, ostrołukowe okna kościoła od ul. św. Ducha

Wygląd zewnętrzny kościoła zdominowany przez gładkie płaszczyzny ścian, w których znajdują się wysokie, ostrołukowe okna o mocno rozglifionych ościeżach, ze skromną dekoracją maswerkową. Ściany naw bocznych zwieńczone są gzymsem i krenelażem. Elewacje chóru i transeptu wieńczą gzymsy i szczyty, które są dzielone pinaklami. Skomplikowany układ połaci dachowych wynika z osobnego nakrycia każdej nawy. Kalenicę środkowego dachu biegnącego nad nawą główną korpusu, transeptem i prezbiterium zdobiły niegdyś dwie wieżyczki na sygnaturkę, z których po wojnie zrekonstruowano pierwotnie tylko jedną – zwaną Wielką Sygnaturką, która usytuowana jest na skrzyżowaniu naw (druga sygnaturka o masie 7 ton została zamontowana 28 kwietnia 2018). Naroża są zaakcentowane ośmioma oktogonalnymi na planie wieżyczkami, z których sześć jest nakrytych smukłymi hełmami (niemal wszystkie zrekonstruowane po 1970). Podobną formę ma Wielka Sygnaturka. Każda z wież posiada własną nazwę. Pierwsza kierując się przeciwnie wobec kierunku wskazówek zegara nosi nazwę Kaletniczej (od nazwy pobliskiej ulicy). Kolejne są poświęcone świętym zgodnie z wezwaniami narożnych kaplic: Barbarze, Michałowi, Jakubowi (jedyna, która zachowała oryginalną iglicę i drewnianą konstrukcję wewnątrz), Kosmie i Damianowi. Kolejne dwie noszą wezwanie Grobli (od nazwy pobliskiej ulicy), ostatnia wznosi się ponad kaplicą św. Rajnolda, dlatego też ma taką samą nazwę. Wysoka na 82 metry kilkukondygnacyjna wieża ma plan zbliżony do kwadratu. W przeciwieństwie do bryły kościoła jest opięta masywnymi przyporami, które przylegają do narożników boków wieży. Nakryta jest podwójnym dachem czterospadowym. Na szczycie wieży znajduje się taras widokowy, na który wiedzie 409 stopni. Z tarasu rozpościera się rozległy widok na Gdańsk, Bałtyk i Żuławy, widoczne są również Gdynia oraz Tczew.
Do kościoła prowadzi siedem portali: po jednym od stron zachodniej (brama Pod Wieżą) i wschodniej (Brama Mariacka), trzy od strony południowej (bramy Kaletnicza, Radnych, Wysoka), dwa od północnej (bramy Na Groble i Szewska). Na elewacji północnej bazyliki znajduje się barokowy Zegar Groblowy, a na elewacji południowej zegar słoneczny z 1533 r. oraz pozostałości wcześniejszego (prawdopodobnie najstarszego w Gdańsku) zegara słonecznego z 2 poł. XV w.

### Wymiary świątyni
| Kubatura                                               | ok. 155 000 m³ |
| Powierzchnia                                           | 5000 m²        |
| Powierzchnia dachów                                    | 8000 m²        |
| Długość                                                | 105 m          |
| Szerokość nawy głównej                                 | 41 m           |
| Szerokość prezbiterium                                 | 35 m           |
| Szerokość w osi transeptu                              | 66 m           |
| Wysokość sklepień                                      | 27–29 m        |
| Wysokość ścian bocznych od gruntu do podstawy szczytów | 27 m           |
| Wysokość wieży (bez dachu)                             | ok. 70 m       |
| Wysokość wieży (do kalenicy)                           | 77 m           |

## Wystrój wnętrza
Wystrój wnętrza tworzą cenne zabytki malarstwa i rzeźby gotyckiej, manierystycznej i barokowej, wiele z nich są dziełami najwyższej klasy artystycznej i historycznej. Pomimo burzliwych losów świątyni zachowane dzieła tworzą cenne zespoły zabytkowe mające związek z daną epoką historyczną. Świadectwem średniowiecznego okresu są liczne figury, retabula ołtarzowe lub ich fragmenty, pochodzące zarówno z okresu krzyżackiego, jak i polskiego, przy czym są to głównie fundacje miejscowego mieszczaństwa, które tworzyło ówczesną elitę Gdańska. Monumentalny zespół zabytkowy tworzą liczne nowożytne nagrobki posadzkowe, epitafia obrazowe i totenschildy z herbami obrazujące luterańską atmosferę świątyni przejętej w 1572 roku przez gminę ewangelicką. Ponadto zespół rzeźb i obrazów barokowych. Po ostatniej wojnie niektóre kaplice otrzymały współczesny wystrój, z których niewielka część prezentuje wysoki poziom artystyczny. Ponadto w bazylice umieszczono wtórnie elementy wystroju wnętrza kościoła św. Jana (m.in. ambona, prospekt organowy, chrzcielnica, kilka epitafiów i obrazów).

### Zabytki średniowieczne
Najstarszymi dziełami tworzącymi średniowieczny wystrój jest grupa rzeźb z okresu stylu pięknego (1410–1430): Piękna Madonna, Pieta, św. Jerzy pokonujący smoka, Maria i Jan w kaplicy Jedenastu Tysięcy Dziewic, ołtarze Bractwa Kapłańskiego NMP, św. Jadwigi i św. Doroty. Kilka dzieł tworzących niegdyś wystrój kościoła przechowują muzea, m.in. Dyptyk Winterfeldów, obraz Pietas Domini z oratorium Trójcy Świętej, retabula ołtarza św. Kosmy i Damiana, ołtarza św. Elżbiety czy grupa Zaśnięcia Marii. Wczesny gotycki realizm egzemplifikuje tryptyk z Sądem Ostatecznym pędzla Hansa Memlinga (od 1945 w Muzeum Narodowym w Gdańsku). Wielki zespół tworzą dzieła rzeźby i malarstwa tablicowego z dwóch ostatnich dekad XV stulecia: m.in. ołtarz św. Barbary, duży i mały ołtarz Ferberów, Tablica Dziesięciorga Przykazań. Najmłodszą grupę dzieł średniowiecznych tworzą retabulum ołtarza głównego, dzieło Mistrza Michała i warsztatu, prace Mistrza Pawła i jego kręgu: Grupa Ukrzyżowania na belce tęczowej i figura Chrystusa jako Salvator Mundi oraz antwerpskie retabulum ołtarza św. Adriana.

#### Zespół malowideł ściennych

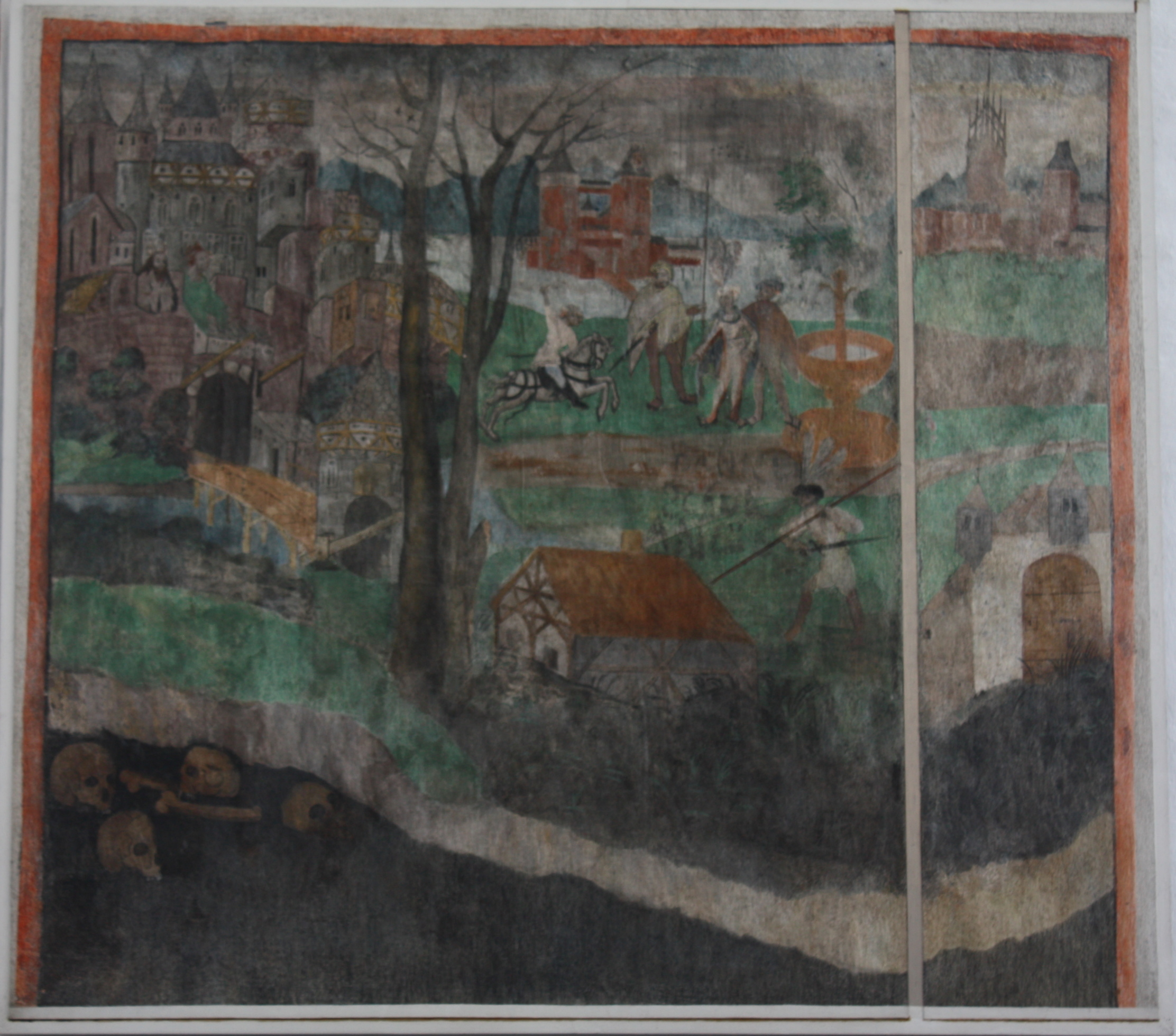
Malowidło z ok. 1500 w kaplicy św. Jerzego

Pierwotnie wnętrze kościoła było pokryte polichromią, jednakże od reformacji większość ściennych malowideł została pokryta jednolitą, białą warstwą farby. Podczas ostatniej wojny w wyniku pożaru wieży zachodniej zniszczeniu uległy malowidła w usytuowanej w przyziemiu kaplicy św. Olafa. Podczas prac konserwatorskich i zabezpieczających kościół w latach 1980, 1982-85 i 1988 odkryto znaczne fragmenty malowideł w kaplicach św. Jakuba, św. Jerzego i św. Jadwigi. Na ścianach kaplicy św. Jakuba pod pięcioma warstwami pobiały odkryto zespół malowideł przedstawiających patrona kaplicy, Matkę Boską okazującą miłosierdzie zmarłym i Chrystusa jako sędziego. Ponadto przedstawienie Trójcy św. w rzadkim w średniowieczu typie ikonograficznym; w postaci trzech mężczyzn siedzących na wspólnym tronie i trzymających się za ręce. Głowy ich objęte są wspólnym nimbem krzyżowym. Obok drugi cykl malowideł przedstawiający cykl wydarzeń z Pasji, od Ostatniej Wieczerzy po Zstąpienie do otchłani i Zmartwychwstanie.
Na ścianie kaplicy św. Jerzego ocalało późnogotyckie malowidło ukazujące widok miasta, z gęsto spiętrzonymi kamienicami o bogatej architekturze, obwarowaniami z basztami, bramą, i mostem zwodzonym nad fosą. Dostrzegalne są postacie; książęca para interpretowana jako rodzice św. Małgorzaty, ponadto galopujący na białym koniu jeździec oraz kilku rycerzy. Podczas konserwacji odkryto pod tym malowidłem starsze, datowane na około 1400 r. Stąd też młodszą polichromię rozwarstwiono i przeniesiono na podłoże i umieszczono wtórnie poniżej grupy rzeźbiarskiej ze świętym Jerzym. Starsze malowidło ukazuje krajobraz z rzeką i skalistym wzgórzem, na którym stoi zamek, z którego okien wyłania się królewska para. Na stoku wzgórza stoi wiatrak. Obok w małym lesie widać niedźwiedzia i jelenia.
Na ścianach kaplicy św. Jadwigi malowidła przedstawiające Grupę Ukrzyżowania i tronującą Matkę Boską z Dzieciątkiem w asyście muzykujących aniołów. U stóp Marii klęczy nieznana z tożsamości rodzina z dziećmi; po prawej stronie klęczy siedmiu mężczyzn, po lewej dwie kobiety. Malowidło ma charakter epitafijny, upamiętnia prawdopodobnie fundatorów kaplicy. Na sąsiedniej przyporze wizerunki świętych Jadwigi i Małgorzaty. Wszystkie malowidła datowane są na lata 30. XV stulecia.

#### Ołtarz główny

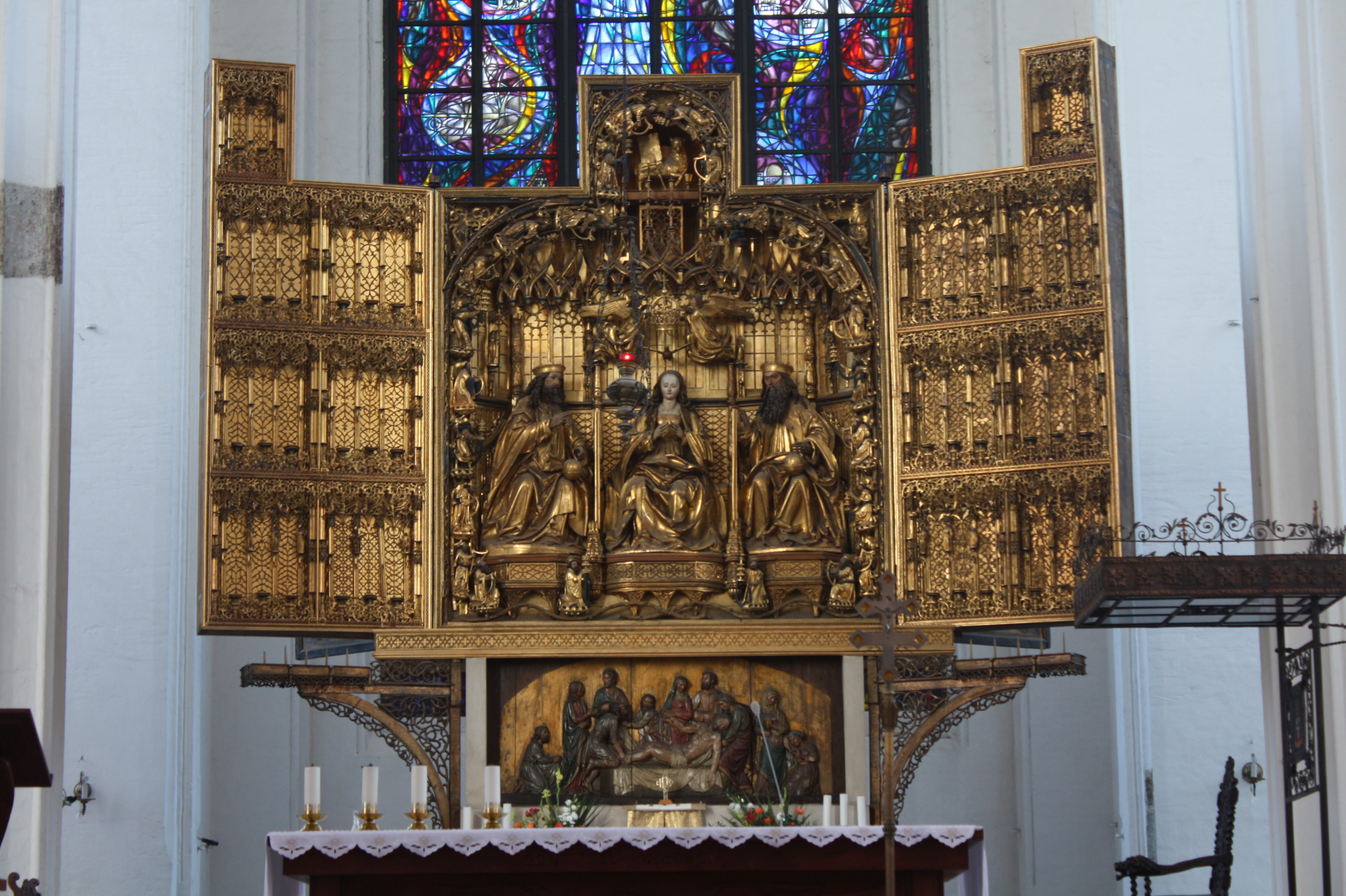
Ołtarz główny

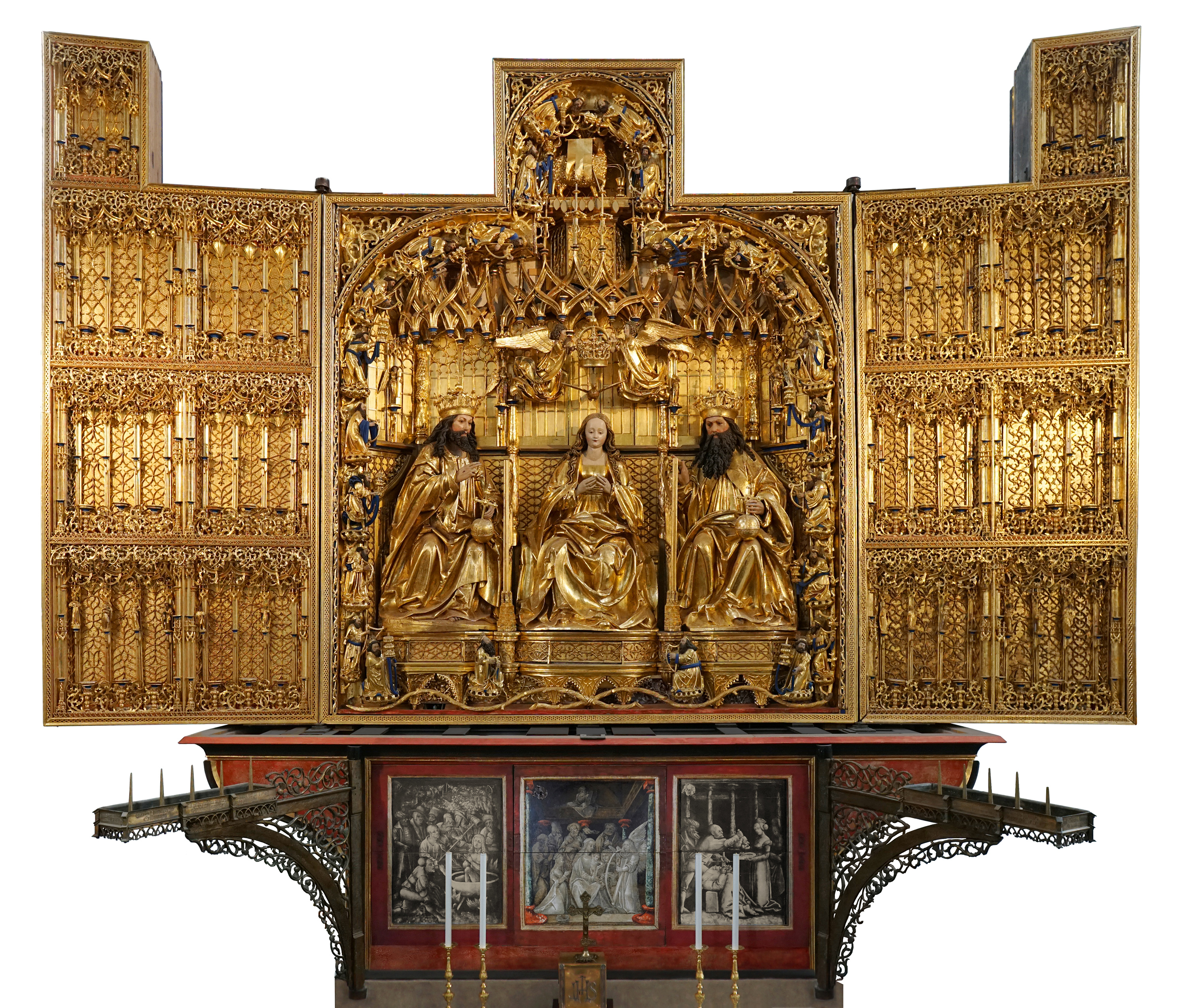
Ołtarz główny (Koronacji Marii) – po restauracji w 2018/2019

Ołtarz główny jest poliptykiem datowanym z 1511–1517, wykonanym przez Mistrza Michała z Augsburga i jego warsztat. Składa się z korpusu ustawionego na predelli oraz trzech par skrzydeł – jednej rzeźbionej i dwóch malowanych. Retabulum było wielokrotnie przebudowywane i konserwowane. Część rzeźb i malowideł zaginęła i zastąpiona wiernymi rekonstrukcjami. W szafie głównej o wymiarach 489 × 390 cm, przedstawiona jest scena Koronacji Marii; na trójdzielnym tronie zasiadają ponadnaturalnej wielkości postacie Chrystusa, Marii i Boga Ojca. Nad głową Marii unoszą się anioły trzymające koronę, a pod nią wznosi się Gołębica Ducha Świętego. Korpus jest obramiony rzeźbionym krzewem winnym, na którym siedzi 24 starców Apokalipsy, którzy dzierżą m.in. instrumenty muzyczne i złote kadzielnice. 12 z nich to rzeźby autentyczne, drugie tyle zostało zrekonstruowanych. Awersy skrzydeł rzeźbionych tworzą bogato zdobione ornamentami kwatery, stanowiące tło dla 144 niewielkich, pełnoplastycznych figurek świętych, z których 11 ocalało do dziś. Na rewersach rzeźbione kwatery ukazujące wybrane wątki z życia Chrystusa i Marii. W lewym skrzydle, od góry sceny: Ofiarowanie NMP w świątyni, Zwiastowanie, 12-letni Chrystus w świątyni Jerozolimskiej, Chrystus Zmartwychwstały ukazuje się swej Matce. W skrzydle prawym, od góry, znajdują się sceny: Pokłon Trzech Króli, Boże Narodzenie, Zesłanie Ducha Świętego, Zaśnięcie NMP. W zwieńczeniu Nawiedzenie Marii, rozdzielone na dwie kwatery (częściowo zniszczone).
Pozostałe części retabulum tworzą malowidła umieszczone w kwaterach dwóch par skrzydeł – ruchomych i nieruchomych (tworzą odwrocie ołtarza widoczne od strony wschodniej). Na awersach skrzydeł ruchomych znajdują się barwnie malowane epizody z życia Chrystusa. Na skrzydle ruchomym lewym od góry: Ucieczka do Egiptu, 12-letni Chrystus w świątyni, Niesienie krzyża i Ukrzyżowanie. Na skrzydle ruchomym prawym znajdują się od góry następujące sceny: Chrystus żegna się ze swą Matką, Ecce homo, Zdjęcie z krzyża, Zmartwychwstanie. Na odwrotach ruchomych skrzydeł malowanych przedstawione są w technice en grisaille sceny z życia Marii oraz jej rodziców, Joachima i Anny. Na skrzydle lewym od góry: Ofiara św. Joachima, Widzenie św. Joachima, Maria jako dziewczynka wstępująca do świątyni, Zaślubiny Marii. Skrzydło prawe przedstawia od góry: Święty Joachim ze św. Anną przy Złotej Bramie, Narodziny Marii, Święty Józef przy pracy, Święta Rodzina w Egipcie.
Skrzydła nieruchome mają po dwie kwatery, a każda z nich zawiera tylko jedną scenę. Na awersach od góry, na skrzydle lewym: Zwiastowanie i Obrzezanie, na skrzydle prawym: Boże Narodzenie i Pokłon Trzech Króli. Na rewersach – na skrzydle lewym od góry: Chrystus ukazuje się swej Matce i Niewierny Tomasz, na skrzydle prawym: Noli me tangere i Zesłanie Ducha św. Sceny te malowane są techniką en grisaille. Kwatery odwrocia wzbogacone są licznymi motywami roślinnymi oraz personifikacjami cnót i planet, a także postaciami antycznymi. W predelli przedstawienie Złożenia do Grobu z 1870 r. Z tyłu, w podstawie ołtarza kamienna rzeźba z 1536, z przedstawieniem Ogrójca.
Retabulum jest przykładem syntezy tradycji gotyckiej z północnoeuropejskim renesansem. Zarówno w rzeźbach, jak i malowidłach dostrzegalna jest synteza różnorodnych inspiracji malarstwem i grafiką południowoniemiecką. Znaczący wpływ na kształt poszczególnych scen miały grafiki Albrechta Dürera i Hansa Burgkmaira.

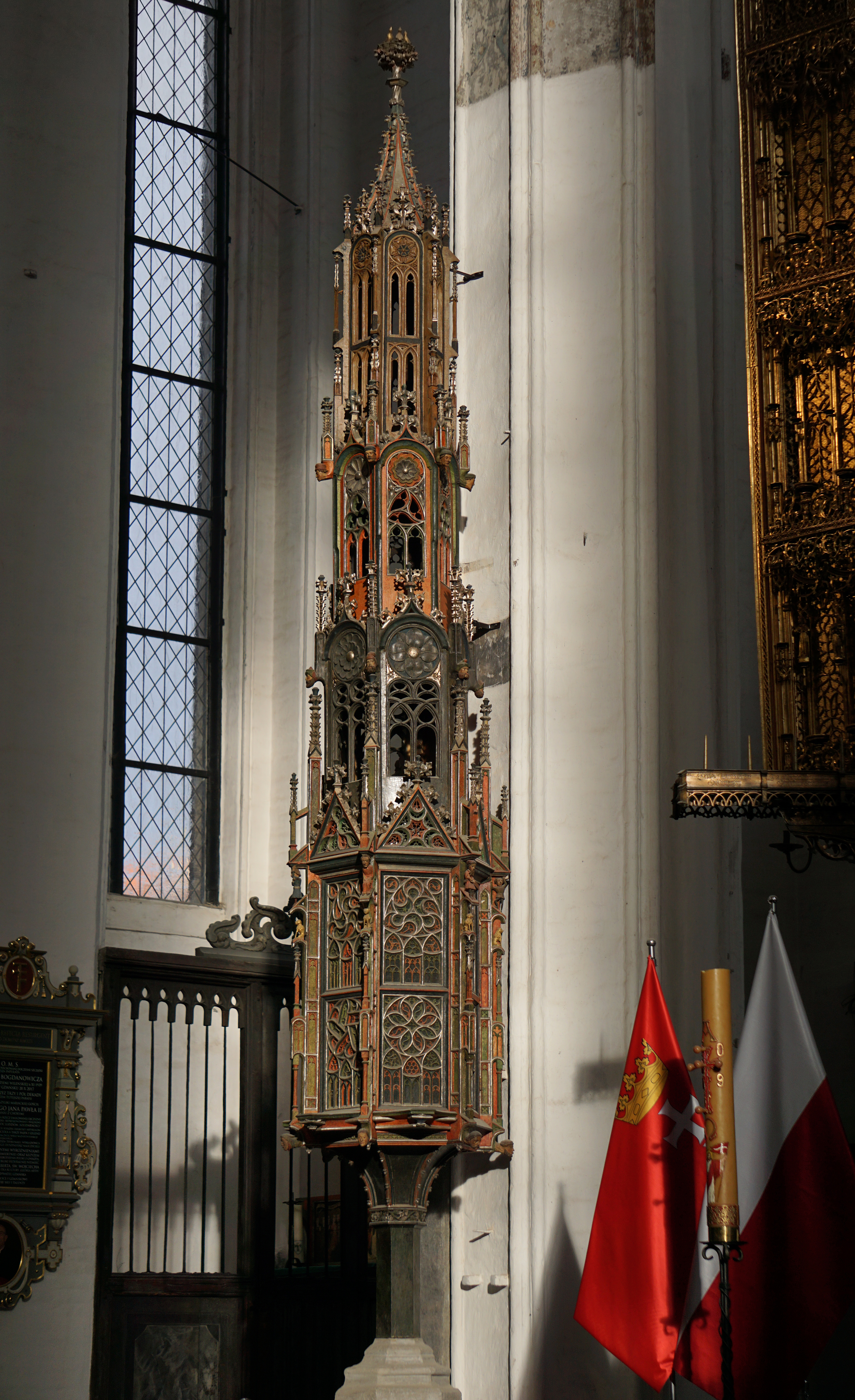
Sakramentarium

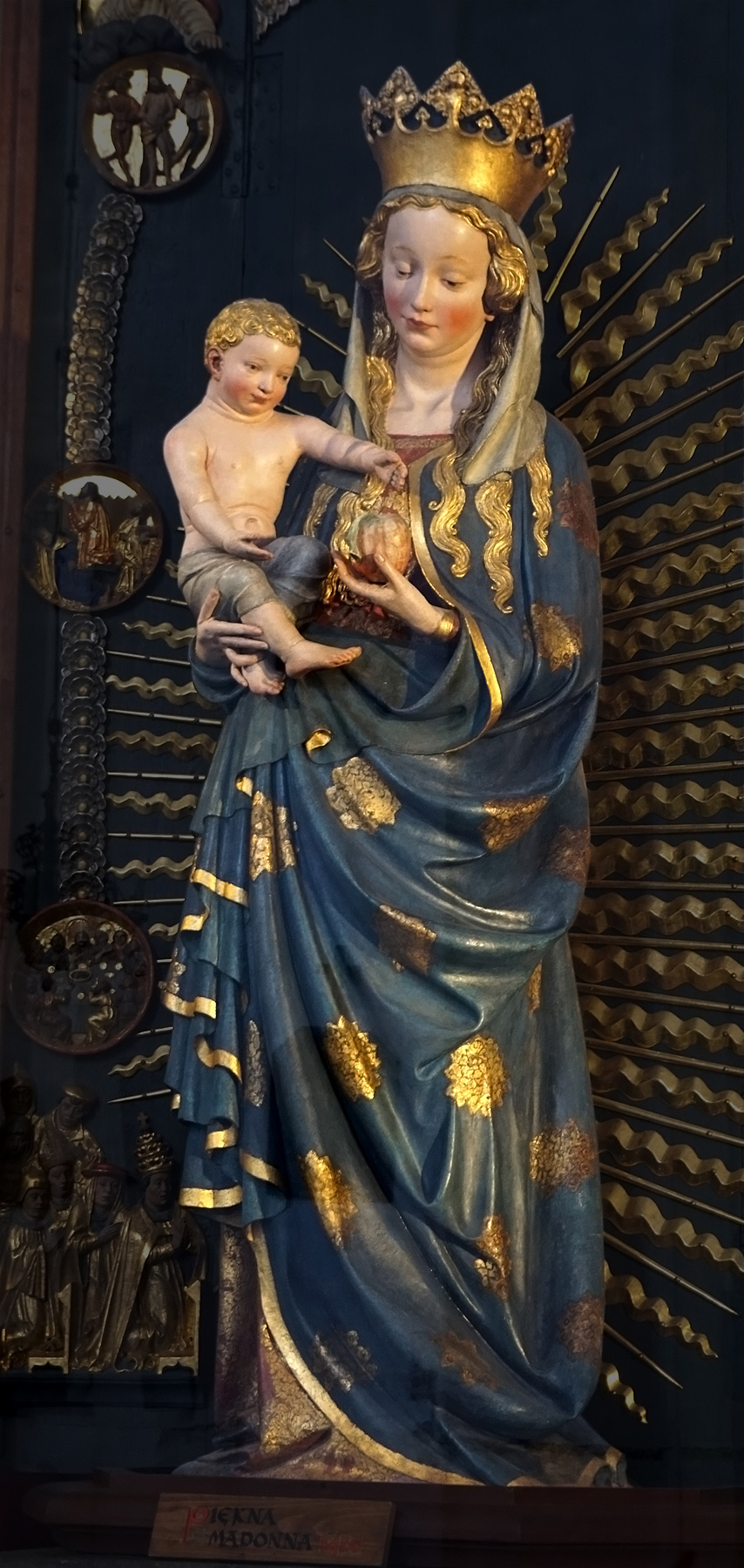
Gotycka figura Pięknej Madonny

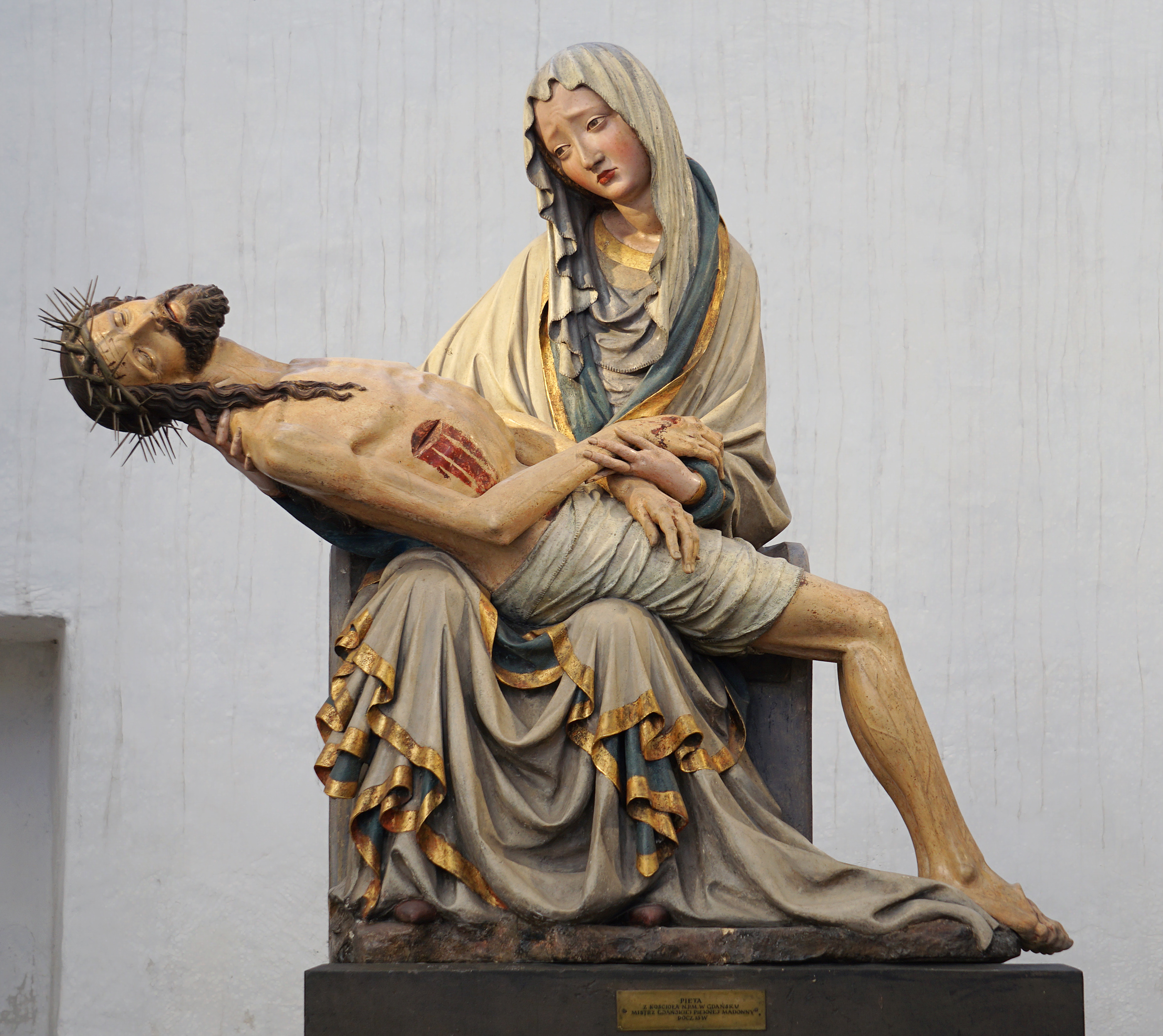
Gotycka Pietà

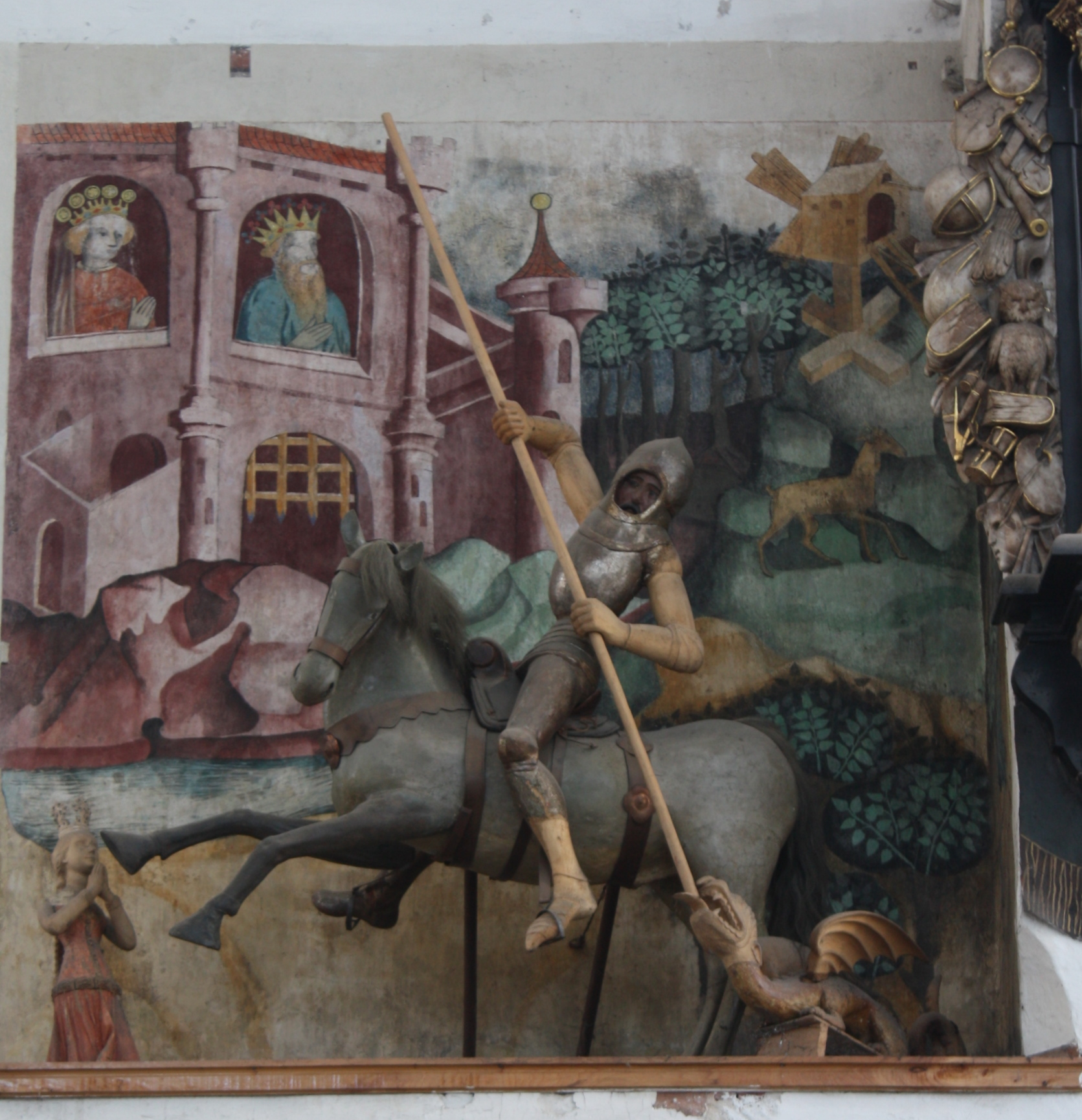
Święty Jerzy zwyciężający smoka i księżniczka Małgorzata. W tle widoczna gotycka polichromia z ok. 1400 r.

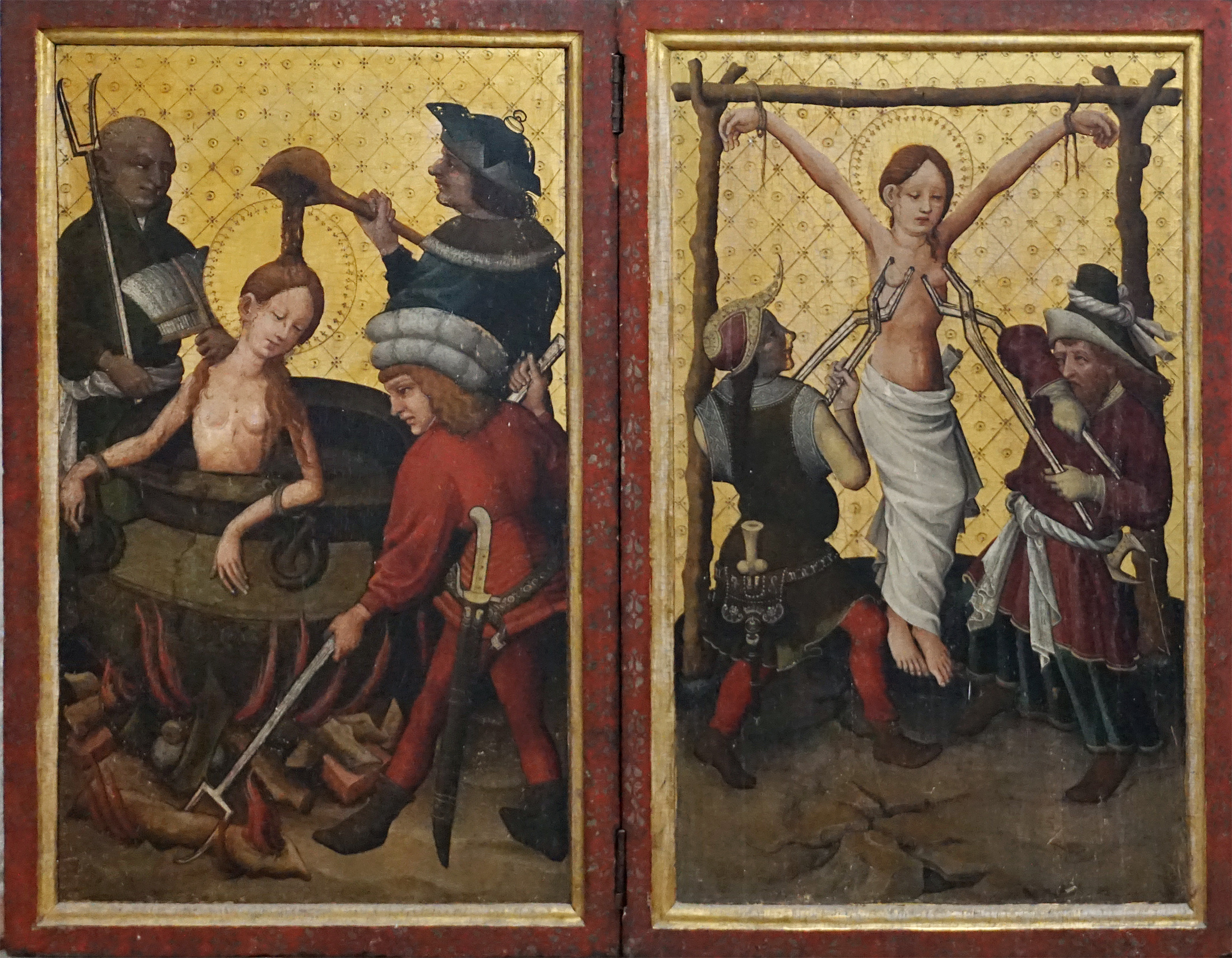
Męczeństwo św. Agaty, fragment ołtarza św. Doroty

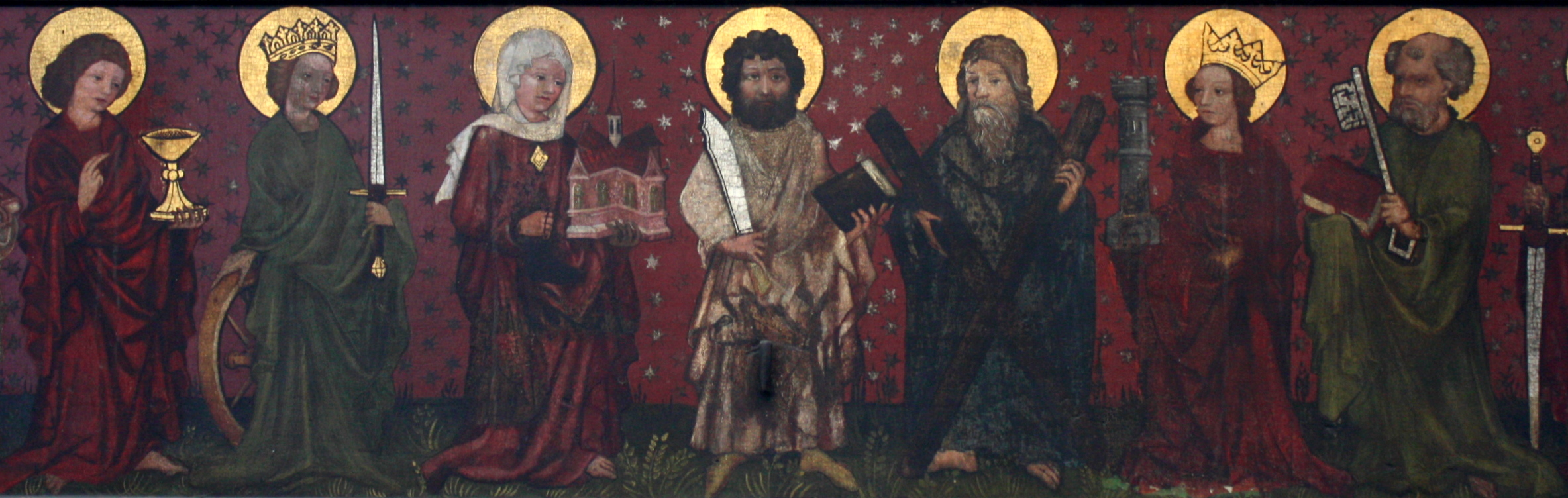
Predella ołtarza św. Jadwigi

#### Sakramentarium
Usytuowane przy północno-wschodnim filarze między skrzyżowaniem naw i prezbiterium sakramentarium jest cennym przykładem mikroarchitektury, tj. sztuki wykonywania niewielkich obiektów zgodnie z zasadami i strukturą typową dla budownictwa. Wykonane w 1482, wyrzeźbione z drewna w kształcie kilkukondygnacyjnej wieżyczki, posiada na zewnątrz bogatą dekorację maswerkową zarówno na ażurowych, jak pokrytych drewnem ścianach, jak również bogaty zestaw motywów architektonicznych typowych dla gotyku: pinakli, wimperg, szczytów z czołgankami i kwiatonami. Ponadto drobne rzeźby m.in. główek postaci, krabów, lwów oraz na zwieńczeniu pinakla pelikana karmiącego swoją krwią młode pisklęta (jeden z symboli Eucharystii). Całkowita wysokość sakramentarium wynosi 8,30 m. Na wewnętrznej stronie drzwiczek pomieszczenia na Najświętszy Sakrament malowane przedstawienie Chrystusa jako Salvator Mundi.

#### Piękna Madonna Gdańska
Rzeźba Pięknej Madonny jest pełnoplastycznym dziełem wykonanym z miękkiego piaskowca przez anonimowego artystę. W okresie baroku przemalowana (czerwono-złota barokowa szata, niebieski płaszcz ze złotym obszyciem, złote loki włosów). Wcześniej, ok. 1515–1520, dodano blaszane promieniste ornamenty. Prezentowana jest w kaplicy św. Anny i odgrywa rolę rzeźby kultowej i jednocześnie służy prywatnej dewocji, podobnie jak w okresie średniowiecza. Należy do charakterystycznych dla przełomu XIV i XV wieku rzeźb kultowych ukazujących Marię z Dzieciątkiem zwanych Pięknymi Madonnami będącymi pars pro toto gotyku międzynarodowego. W historiografii artystycznej występują liczne rozbieżności na temat genezy formy, autorstwa i czasu wykonania gdańskiej Pięknej Madonny. Ze względu na niektóre wspólne cechy w stylu opracowania postaci i szat rzeźba Pięknej Madonny Gdańskiej była przypisywana artyście z kręgu Mistrza Pięknej Madonny z Torunia, który miał wykonać inne rzeźby dla gdańskiej fary. Gdańskie dzieło było kojarzone z Pięknymi Madonnami m.in. z Bonn, Sternberka na Morawach, Stralsundu, stylistycznie spokrewnionymi z zaginioną figurą z Torunia. Te konstatacje, dość długo przyjęte w literaturze zostały niedawno zakwestionowane ze względu na francusko-niderlandzką genezę formy, która odbiegała od klasycznego kanonu Pięknej Madonny. Stąd też datowanie na ok. 1410 zostało poddane rewizji, na rzecz późniejszego na ok. 1410–1430 r.
W latach 1515/20 powstała obecna nastawa ołtarzowa, przy której umieszczono starszą figurę. Tło posągu stanowią gloria promienista i wieniec róż z wplecionymi medalionami ze scenami pasyjnymi. Ciąg narracyjny rozpoczyna scena Ostatniej Wieczerzy, następnie Modlitwa w Ogrójcu, Biczowanie, Cierniem ukoronowanie, Obnażenie z szat, Ukrzyżowanie i Opłakiwanie. Pod daszkiem szafy znajduje się medalion przedstawiający Trójcę św. w postaci trzech mężczyzn siedzących na jednym tronie, złączonych wspólnym nimbem i trzymających się za ręce. U dołu, po obu stronach wieńca różańca, dwie grupy klęczących postaci reprezentujących Kościół jako Lud boży; z prawej strony duchowieństwo wszystkich hierarchii, z lewej laicy wszystkich klas społecznych. W narożach u góry znajdują się wizerunki św. Wojciecha i św. Franciszka.

#### Pietà
Pietà stojąca w kaplicy św. Rajnolda z ok. 1390 roku o naturalnej wielkości (wys. 1,45 m) jest dziełem nieznanego artysty, któremu dawniej przypisywano również Gdańską Piękną Madonnę. Od strony stylistycznej odpowiada w pełni konwencji gotyku międzynarodowego, kiedy to zmienił się sposób przedstawiania Piety, rezygnując z ekspresji i doloryzmu na rzecz elegancji i wysublimowania ograniczając do minimum dramatyzm treści. Wysoki kunszt poświadczają płynny i dynamiczny układ fałdów szat, delikatny modelunek twarzy Marii i ciała Chrystusa oraz realizm przedstawienia relacji Marii z Chrystusem, w której troska i ból łączą się z modlitewnym uwielbieniem. Fundacja dzieła wiązana jest z mieszczaństwem uduchowionym na bazie nowej koncepcji pobożności – devotio moderna. Wykonawcą dzieła był prawdopodobnie gdański rzeźbiarz, a forma dzieła zdradza inspiracje śląskim nurtem stylu pięknego, a ponadto Pietami z Baden (znajdującą się do ostatniej wojny w berlińskim Kaiser-Wilhelm Museum) i nieznanego pochodzenia (obecnie w petersburskim Ermitażu).

#### Grupa Ukrzyżowania na belce tęczowej
Na belce umieszczonej pomiędzy dwoma wschodnimi filarami skrzyżowania naw znajduje się Grupa Ukrzyżowania; pośrodku krucyfiks o nadnaturalnej wielkości (wys. 4,5 m). Po jego bokach umieszczono figury Matki Boskiej Bolesnej (3,5 m) i św. Jana Ewangelisty (3,6 m). Te pełnoplastyczne drewniane figury, wewnątrz wydrążone, polichromowane, wykonał snycerz Mistrz Paweł natomiast fundatorem był w 1517 Ł. Ketting.

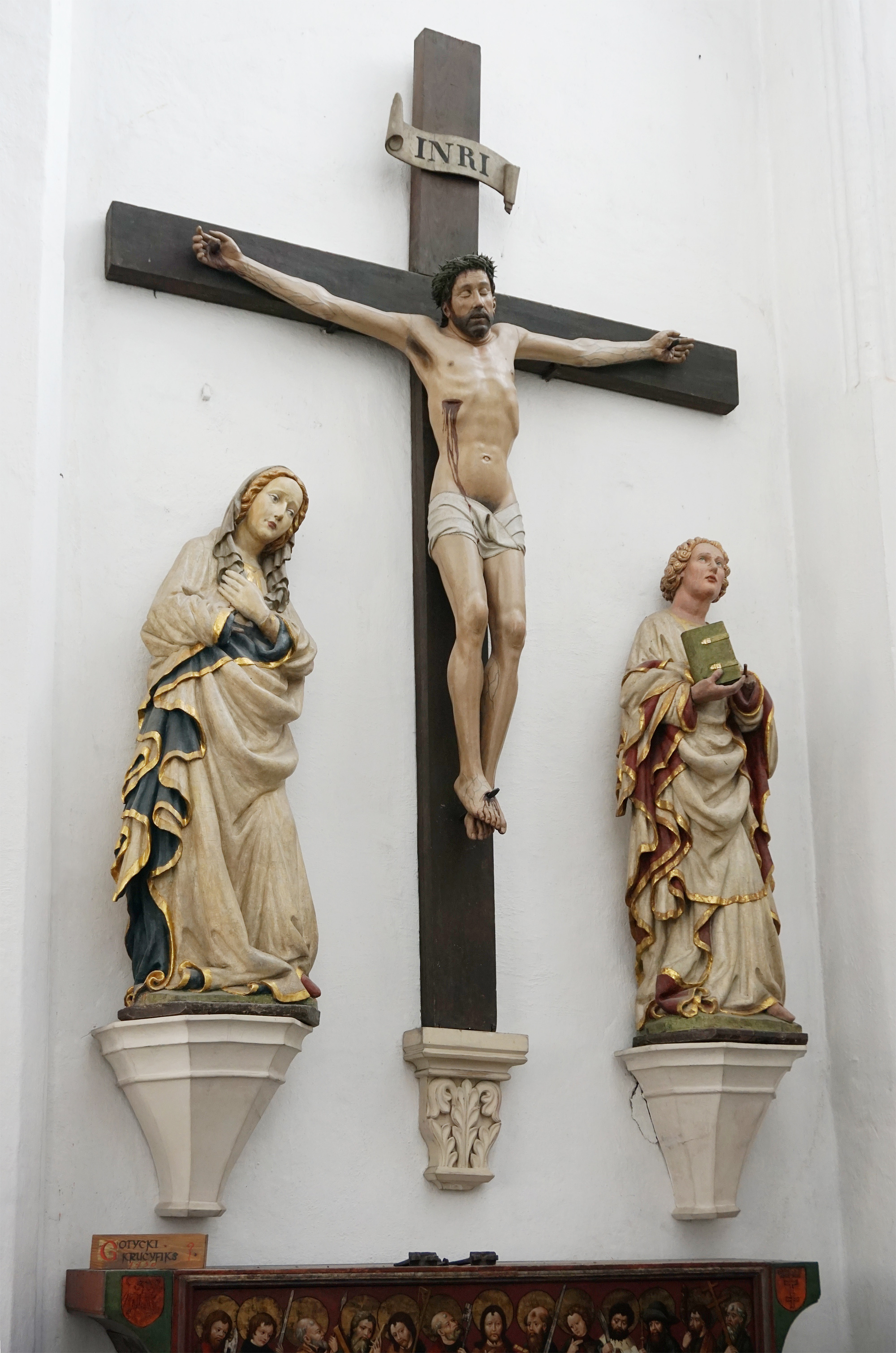
Grupa Ukrzyżowania w kaplicy Jedenastu Tysięcy Dziewic

#### Grupa Ukrzyżowania w kaplicy Jedenastu Tysięcy Dziewic
Przy wschodniej przyporze w kaplicy Jedenastu Tysięcy Dziewic stoi Grupa Ukrzyżowania, którą tworzą krucyfiks i dwa posągi Marii i Jana Ewangelisty. Wykonane z drewna lipowego figury reprezentują styl piękny, co poświadczają delikatnie modelowane twarze i płynne układy draperii szat. Są także cechy poświadczające gotycki realizm, m.in. podkreślenie rysów twarzy i emocji. Postać Ukrzyżowanego charakteryzuje się mocno podkreślonym realizmem zarówno w mimice, jak i w anatomii oraz kolorystyce polichromii. Jego twarz budzi wrażenie rzeczywistej postaci przechodzącej moment śmierci. Poniżej figur znajduje się późnogotycka predella przedstawiającej portrety Chrystusa i Dwunastu Apostołów, datowana na schyłek XV wieku. Rzeźby Marii i Jana datowane są na lata 20. XV wieku, zaś datowanie krucyfiksu było przedmiotem wielu dyskusji badaczy (stąd też powstały rozbieżności pomiędzy XV a XVII wiekiem). Podczas ostatnich badań dzieła, w oparciu o związki formalne wizerunku Chrystusa z realizmem dzieł malarstwa wczesnej generacji prymitywistów niderlandzkich datowanie na XVII wiek zakwestionowano i przyjęto lata 30. XV wieku jako czas powstania krucyfiksu.

#### Święty Jerzy walczący ze smokiem
Przy ścianie kaplicy św. Jerzego umieszczone są trzy pełnoplastyczne figury patrona, smoka i księżniczki Małgorzaty, zintegrowane z tłem, które tworzy ścienne malowidło o krajobrazowo-architektonicznej scenerii, charakteryzujące się głęboką przestrzenią (głównie wieża z królewską parą interpretowaną jako rodzice Małgorzaty). Rzeźby (z zachowanymi częściowo polichromiami) wywodzą się z gdańskiego warsztatu i są datowane na około 1400 r. Częściowo uszkodzone w 1945, po wojnie przeszły gruntowną konserwację.

#### Ołtarz Trójcy Świętej
Ołtarz jest fundacją Bractwa Świętego Jerzego, które posiadało w bazylice Mariackiej własną kaplicę, usytuowaną po zachodniej stronie północnego ramienia transeptu. Dzieło wykonano ok. 1430 r. W obecnej postaci składa się z dwustronnie malowanego obrazu i predelli. Na awersie znajduje się Trójca Święta w typie Pietas Domini. Na rewersie postacie króla Artura i wielkiego mistrza zakonu krzyżackiego. Na predelli ukazano Trójcę Świętą w typie Tronu Łaski w asyście świętych Jerzego oraz Olafa. Przed 1942 r. znajdował się przy filarze naprzeciw kaplicy św. Jerzego, po 1945 roku uchodził za zaginiony i dopiero około roku 2000 ustalono, iż od lat 70. wieku obraz przejęła jedna z berlińskich gmin ewangelickich. Obraz przekazano do zbiorów państwowych w Berlinie (wcześniej w Bode-Museum, następnie do Gemäldegalerie) jako depozyt. Predella znajdowała się w kościele Św. Jana w Berlinie-Moabit (dzieło K.F. Schinkla). W 2020 podjęto decyzję o zwrocie obrazu wraz z predellą do macierzystej świątyni, umieszczono je na mensie ołtarzowej w północnym ramieniu ambitu, przy wejściu do zakrystii.

#### Ołtarz Bractwa Kapłańskiego NMP

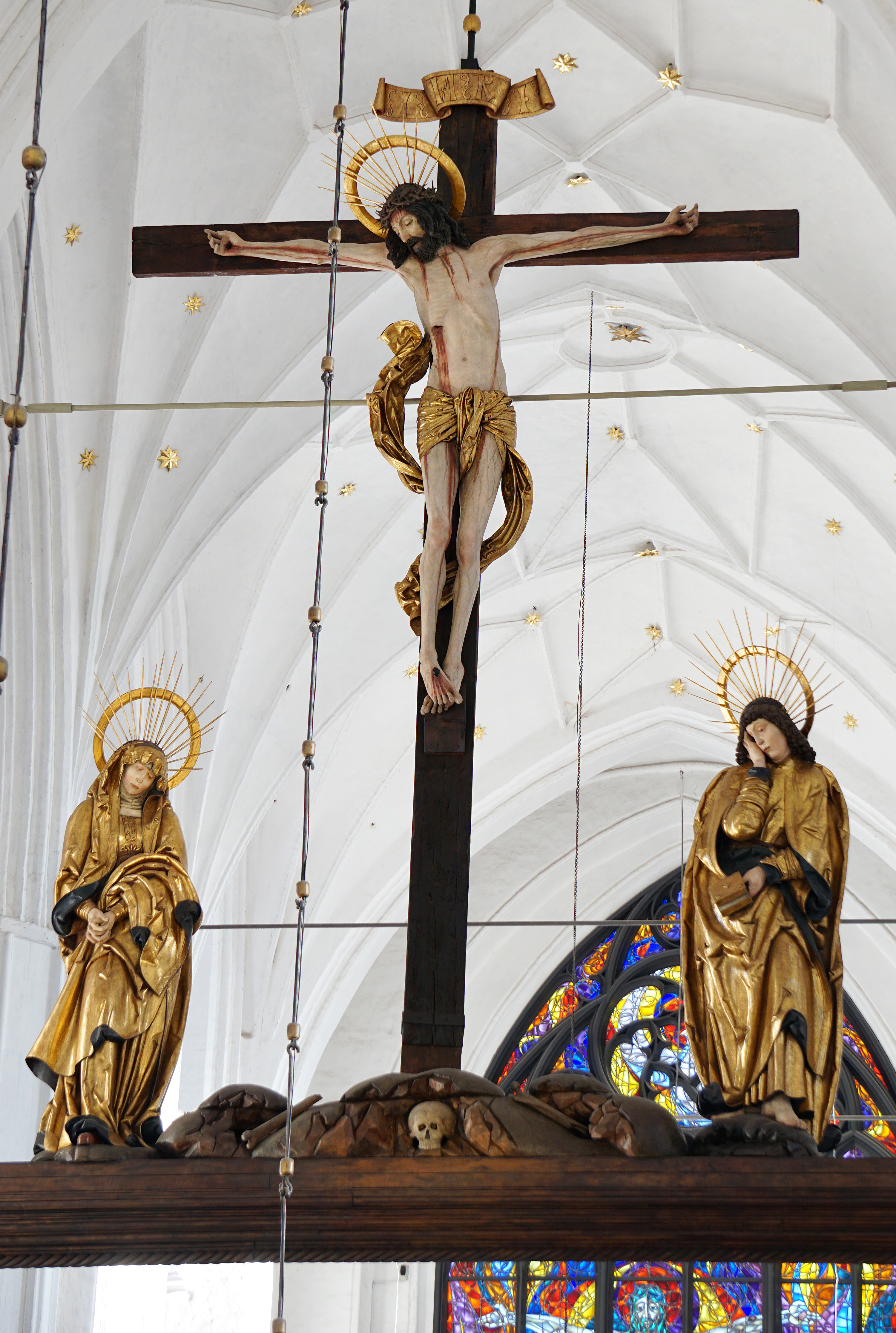
Grupa ukrzyżowania na belce tęczowej, 1517

Działające od 1385 roku Bractwo Kapłańskie NMP ufundowało około 1470 rok retabulum na ołtarz kaplicy, w którym umieszczono wtórnie starszą figurę Matki Boskiej z Dzieciątkiem w typie Pięknej Madonny. Retabulum ma formę zamykanej szafy, w której mieści się wspomniana figura zaś po otwarciu skrzydeł przypomina typowy dla epoki tryptyk. Na awersach skrzydeł, które są krótszymi bokami szafy namalowane są cztery Święte Dziewice: Barbara i Katarzyna oraz Dorota i Małgorzata. Skrzydła będące zamknięciem szafy mają po trzy kwatery ze scenami Zwiastowania Marii, Nawiedzenia św. Elżbiety, Bożego Narodzenia oraz Pokłonu Trzech Króli, Ofiarowania w świątyni i Ucieczki do Egiptu. Zamknięta szafa prezentuje sceny pasyjne.
Retabulum stoi na predelli z II połowy XV wieku. Przedstawia ona tronującą Matkę Boską z Dzieciątkiem koronowaną przez anioły. Po obu stronach asystują im ubrani w wykwintne stroje prorocy: Habakuk, Zachariasz i Ozeasz oraz Abdiasz, Micheasz i Malachiasz.

#### Ołtarz św. Barbary
Ołtarz św. Barbary powstał w latach 1480/1500 w Gdańsku, dzięki fundacji bractwa czeladników cechu szewców. Jest to pentaptyk w wersji otwartej rzeźbiony, z malowanymi temperą skrzydłami nieruchomymi i malowanymi również rewersami skrzydeł ruchomych. Pośrodku ołtarza rzeźbiona figura św. Barbary koronowana przez dwa anioły. W awersach skrzydeł ruchomych rzeźbione wizerunki świętych Jana Chrzciciela, Jakuba Apostoła, Jadwigi Śląskiej i Tomasza z Canterbury. Na odwrocie skrzydeł pierwszego zamknięcia oraz na awersach i rewersach skrzydeł drugiego zamknięcia malowane sceny z życia św. Barbary, przedstawione według legendy Simona Metafrastesa. Na predelli, pośrodku Zwiastowanie, po bokach święte Barbara i Katarzyna Aleksandryjska oraz Dorota i Małgorzata.

#### Ołtarz św. Adriana
W kaplicy św. Krzyża znajduje się retabulum ołtarza św. Adriana. Jest to wyrób antwerpski z ok. 1520 roku, w formie poliptyku z kwaterami, które są u góry wykrojone na kształt oślego grzbietu i posiadają formy łukowate charakterystyczne dla retabulów antwerpskich. Część środkowa i awersy skrzydeł bocznych są rzeźbione, pozostałe części nastawy posiadają kwatery malowane. Korpus podzielony jest na trzy kwatery: Niesienie krzyża, Ukrzyżowanie i Opłakiwanie. Na skrzydłach bocznych od lewej: Puste łoże, Zwiastowanie, Narodziny Chrystusa, Pokłon Trzech Króli, Obrzezanie, Ucieczka z Egiptu. Skrzydła malowane zawierają kwatery ze scenami pasyjnymi. Ołtarz stoi na wykonanej w Gdańsku starszej predelli, z lat 1460/70, ze sceną męczeństwa św. Adriana i współtowarzyszy w Nikomedii, w obecności żony Natalii. Po bokach zaś postacie św. Judy Tadeusza i św. Szymona.

#### Ołtarz św. Doroty
W kaplicy św. Jerzego znajduje się ołtarz św. Doroty. Składa się on z pięciu kwater alabastrowych złączonych wspólną ramą oraz czterech skrzydeł malowanych. Powstał ok. 1435 r. a kwatery alabastrowe wywodzą się z warsztatu angielskiego. Skrzydła malowane powstały w Gdańsku. Wykonane w Anglii kwatery alabastrowe przedstawiają, w środku: Zmartwychwstanie Chrystusa, po lewej: Boże Narodzenie, po prawej: Zesłanie Ducha św. Alabastrowe skrzydła przedstawiają, lewe: św. Jana Chrzciciela i Zwiastowanie, prawe: Ukoronowanie Najśw. Marii Panny i św. Jana Ewangelistę. Wykonane w Gdańsku kwatery malowane przedstawiają epizody męczeństwa świętych Dziewic Agaty i Katarzyny: św. Agaty męczonej w kotle z olejem, Obcięcia piersi św. Agaty, Zburzenia przez anioła ołtarza pogańskiego bożka dzięki interwencji św. Katarzyny oraz Ścięcie św. Katarzyny. Na odwrocie przedstawienia z życia św. Doroty: Dwaj diakoni trzymający monstrancję oraz cud z różami, który spowodował nawrócenie przez św. Dorotę pisarza Theopilusa. Ołtarz stoi na pochodzącej z 1. połowy XV wieku predelli z przedstawieniem Zwiastowania Marii. Na odwrocie predelli przedstawienie Świętego Oblicza. Jest to głowa Chrystusa z czerwonym nimbem krzyżowym, wpisanym w żółte koło.

#### Duży Ołtarz Ferberów
Duży Ołtarz Ferberów ufundowany został przez Barbarę i Jana Ferberów, powstał około 1481/1484 r. W obecnym stanie jest zdekompletowany; zaginęła część środkowa z rzeźbionym Ukrzyżowaniem zamknięta w górnej strefie parą ruchomych skrzydeł z malowanymi przedstawieniami Nawiedzenia Marii przez św. Elżbietę i świętymi Dorotą i Małgorzatą. Na awersach skrzydeł bocznych święcą Jan Chrzciciel i Ewangelista, u dołu klęczą fundatorzy z dziesięcioma synami i jedną córką. Na rewersach Anioł i Maria tworzący scenę Zwiastowania. Na awersach drugiej pary skrzydeł nieruchomych święci Helena i Konstantyn. Z dawnego retabulum zachowały się dwa obrazy z predelli. Na lewym ukazani są święci Rajnold i Idzi, na prawym Jan Chrzciciel i Sebastian.

#### Mały Ołtarz Ferberów
Mały Ołtarz Ferberów jest pentaptykiem ufundowanym przez Jana Ferbera, namalowanym przez gdańskiego artystę około 1485 roku. Scenerię głównej części tworzy gotyckie wnętrze świątyni o poligonalnym zamknięciu, w której stoi pośrodku Chrystus jako Vir Dolorum, któremu asystują anioły trzymające w rękach Arma Christi. Awersy skrzydeł bocznych przedstawiają Marię i Jana Ewangelistę, u ich stóp Jan i Barbara Ferberowie z dziećmi. Tło stanowi również wnętrze kościelne. Na rewersach Anioł i Maria tworzące scenę Zwiastowania, na awersach skrzydeł nieruchomych święci Piotr i Paweł.

#### Tablica Dziesięciorga Przykazań

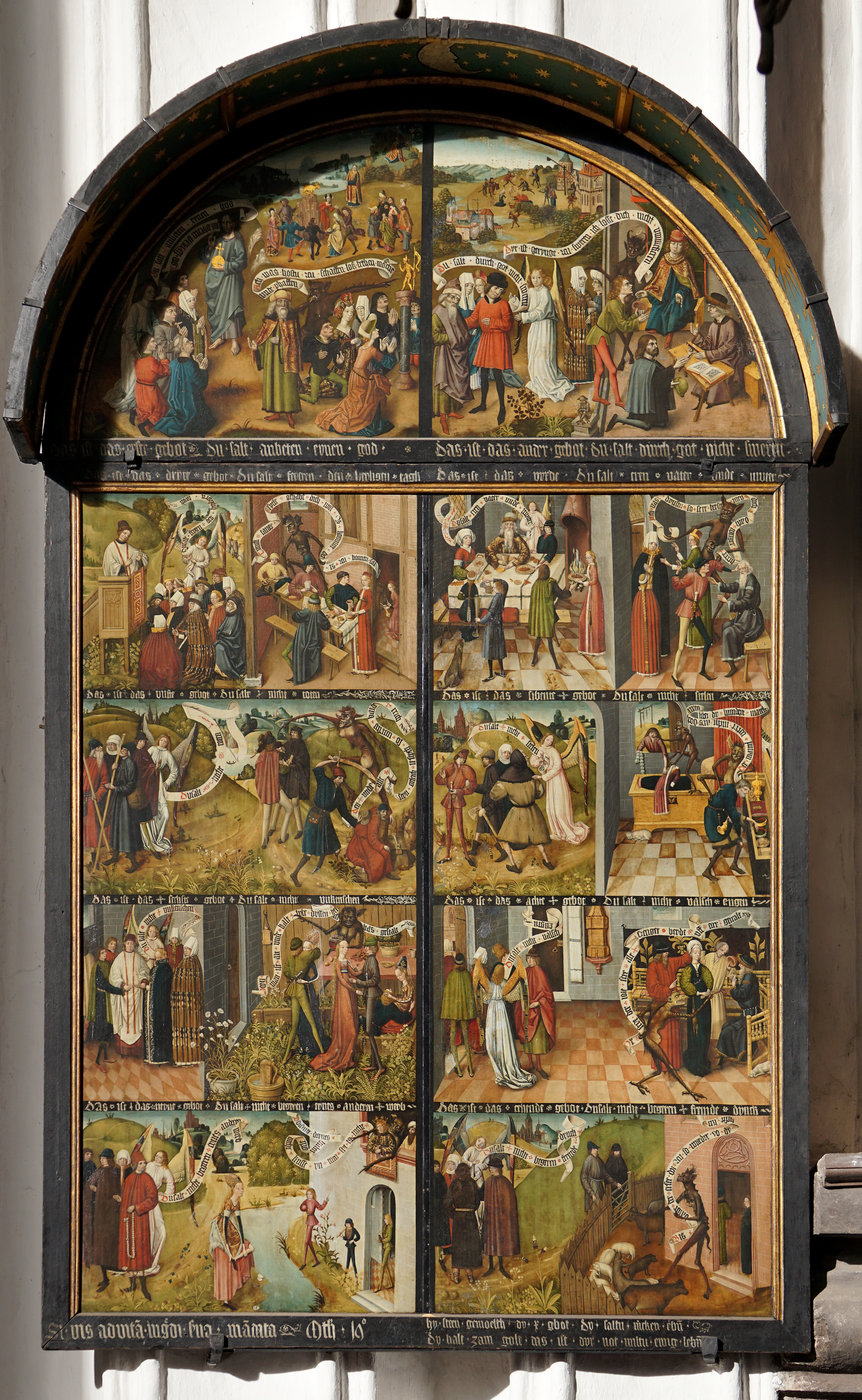
Tablica Dziesięciorga Przykazań

Wykonana około 1480–1490 przez nieznanego mistrza przedstawia dziesięć malowanych kwater, w których ukazane są po dwie sceny rodzajowe ukazujące cnoty i przywary w kontekście Dekalogu. Każdej scenie obrazującej poszanowania przykazania asystuje anioł, złamanie zaś diabeł, z odpowiednim przysłowiem wypisanym na banderoli, napisanym minuskułą w języku staroniemieckim. Tablica jest jednym z najwcześniejszych przedstawień malarskich ukazujących praktykę przestrzegania Dekalogu w życiu codziennym.
- I przykazanie – Wierz w Boga Jedynego – ilustrują postaci klęczący przed błogosławiącym Chrystusem oraz dwie grupy osób popełniające grzech bałwochwalstwa; adorujący bożka ustawionego na kolumnie i tańczący wokół złotego cielca. Przeciwstawienie dwóch wartości, słusznej i fałszywej wiary.
- II przykazanie – Nie bierz po próżnicy imienia Jego – grupa osób uczestnicząca w procesie sądowym, gdzie na ławie znajduje się krzyż. W procesie dostrzegalne są dwa epizody: sędzia przyjmujący zeznania i składanie przysięgi. Przeciwstawienie prawowierności i krzywoprzysięstwa.
- III przykazanie – Święć święto, świętą niedzielę – wierni słuchający kazania oraz połączona z obżarstwem, pijaństwem i nieczystością hulanka w karczmie. Słuchanie kazań było wysoko cenioną formą pobożności.
- IV przykazanie – Czcij ojca, matkę twoją – uczta przy stole, gdzie dzieci posługują rodzinie, oraz córka i syn bijący i szkalujący starych rodziców.
- V przykazanie – Nie zabijaj – pielgrzymi idący drogą, gdzie młodszy z nich pomaga w drodze starszym, oraz scena dwóch zabójstw, skrytobójczego i na tle rabunkowym. Pielgrzymka w średniowieczu, podobnie jak podróże, wiązała się z ryzykiem niebezpieczeństwa, toteż scena obrazuje odwagę chrześcijanina i jego pomoc ludziom słabszym.
- VI przykazanie – Nie cudzołóż – ceremonia zawarcia małżeństwa i trzy lubieżnie zabawiające się pary, dwie tańczące, jedna w uścisku. Przeciwstawienie skromności, umiaru oraz honorów, które przynosi małżonkom ślub z rozwiązłością małżeńskiej niewierności.
- VII przykazanie – Nie kradnij – mężczyzna z siekierą (tut. jeden z symboli pracy) rezygnujący z pokusy okradzenia pobliskich przechodniów oraz dwaj złodzieje kradnący z sypialni kosztowne przedmioty mimo widocznego przez okno symbolu kary i przestrogi – szubienicy z trzema wisielcami. Przeciwstawienie pracowitości z niegodziwym nabywaniem majątków.
- VIII przykazanie – Nie mów świadectwa fałszywego – dwaj mężczyźni fałszywie oskarżający młodą kobietę przed starym mężem oraz prawdomówni świadkowie, którzy opuszczają salę, w której odbywało się zeznanie. Nawiązanie do biblijnego epizodu Zuzanny i starców.
- IX przykazanie – Nie pożądaj żony bliźniego – młoda, ozdobnie ubrana kobieta stojąca przy brzegu rzeki z obnażoną powyżej kolana nogą budzi pożądanie wyglądającego przez okno króla i licznego grona mężczyzn, oraz anioł z grupą modlących się wędrowców. Przeciwstawienie prostoty z powabnym i próżnym przepychem. Aluzja do biblijnej sceny Batszeby z Dawidem.
- X przykazanie – Nie pożądaj żadnej rzeczy bliźniego swego – spadkobiercy i rodzina zmarłego oglądający jego dobytek, oraz grupa osób skupiona w modlitwie za zmarłego. Przeciwstawienie uszanowania zmarłego z pożądaniem zawładnięcia jego spadkiem.

#### Zegar astronomiczny

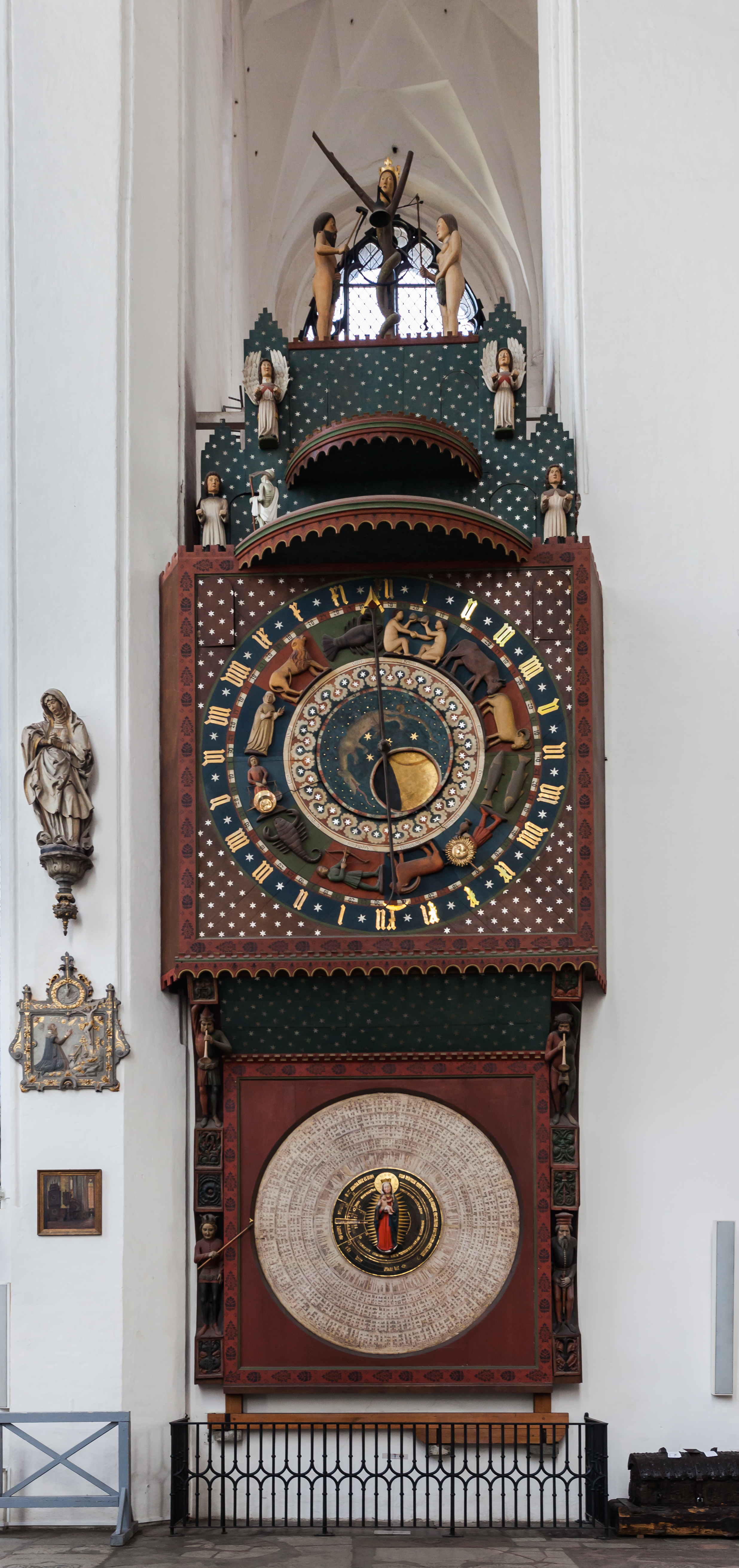
Zegar astronomiczny w kościele Mariackim

Zegar astronomiczny w kościele Mariackim wykonał w latach 1464–1470 Hans Düringer z Torunia na podstawie umowy z Henrykiem Hatekannem.
Umowę podpisano 1 maja 1464, a koszt dzieła wyceniono na 300 marek i 6 guldenów węgierskich. Do kosztów doszły później pewne świadczenia w naturze, głównie w postaci domu przy ul. św. Ducha. Hans Düringer pracował, często wraz z synem, przez prawie siedem lat.
Ukończone dzieło, o wysokości ponad 14 m, składało się z trzech kondygnacji: kalendarium, planetarium i teatru figur i posiadało sześć niezależnych mechanizmów.
Zegar stał się przedmiotem podziwu gości z całej Europy.
Podanie głosi, że gdy władze Lubeki zaproponowały toruńskiemu mistrzowi wykonanie następnego zegara, zazdrośni rajcowie na rozkaz burmistrza Konstantyna Ferbera kazali oślepić mistrza. Kiedy po latach zegar się zepsuł, poproszono ślepego mistrza o naprawę. Ten zniszczył młotem mechanizm zegara, po czym z przekleństwem na ustach spadł na posadzkę kościoła, ponosząc śmierć na miejscu.
Od 1554 zegar był już nieczynny i popadł w zapomnienie. Pod koniec wojny został zdemontowany. 70% elementów zewnętrznej obudowy odnalazło się i powróciło do kościoła.
W 1983 zorganizował się Społeczny Komitet Odbudowy Zegara Astronomicznego. Na jego czele stanął doc. dr Andrzej Januszajtis. 16 marca 1987 szafa zegarowa stanęła na swym miejscu. Zrekonstruowano również szereg rzeźb. Obecnie trwają prace nad przywróceniem zegara do stanu czynności.

### Zabytki nowożytne
W przypadku Gdańska i krajów basenu Morza Bałtyckiego okres reformacji otwiera okres nowożytny w sztuce. Obszar ten znalazł się w orbicie wpływów nauk Marcina Lutra i Jana Kalwina, toteż gdański kościół NMP, który początkowo był świątynią dwóch wyznań, od 1572 stał się kościołem ewangelickim. Luterański patrycjat sprawujący pieczę nad świątynią przekształcił wystrój wnętrza według struktur liturgicznych zachowując jednak ołtarz główny i inne dzieła średniowieczne. Z jego inicjatywy powstały m.in. organy, chrzcielnica (oba dzieła dziś zachowane fragmentarycznie) oraz wielki zespół dzieł o charakterze kommemoratywnym – epitafiów obrazowych, płyt nagrobnych, tarcz herbowych zmarłych mieszczan (totenschildów). Są to głównie dzieła manierystyczne, wykonane przez gdańskich artystów zaznajomionych z manieryzmem niderlandzkim i niemieckim. Okres przełomu manieryzmu i baroku reprezentuje nagrobek Bahrów. Z XVII i XVIII stulecia pochodzą pojedyncze obrazy (m.in. Tablica Jałmużnicza) zespół figur, ław, ogrodzeń kaplic.

#### Ambona

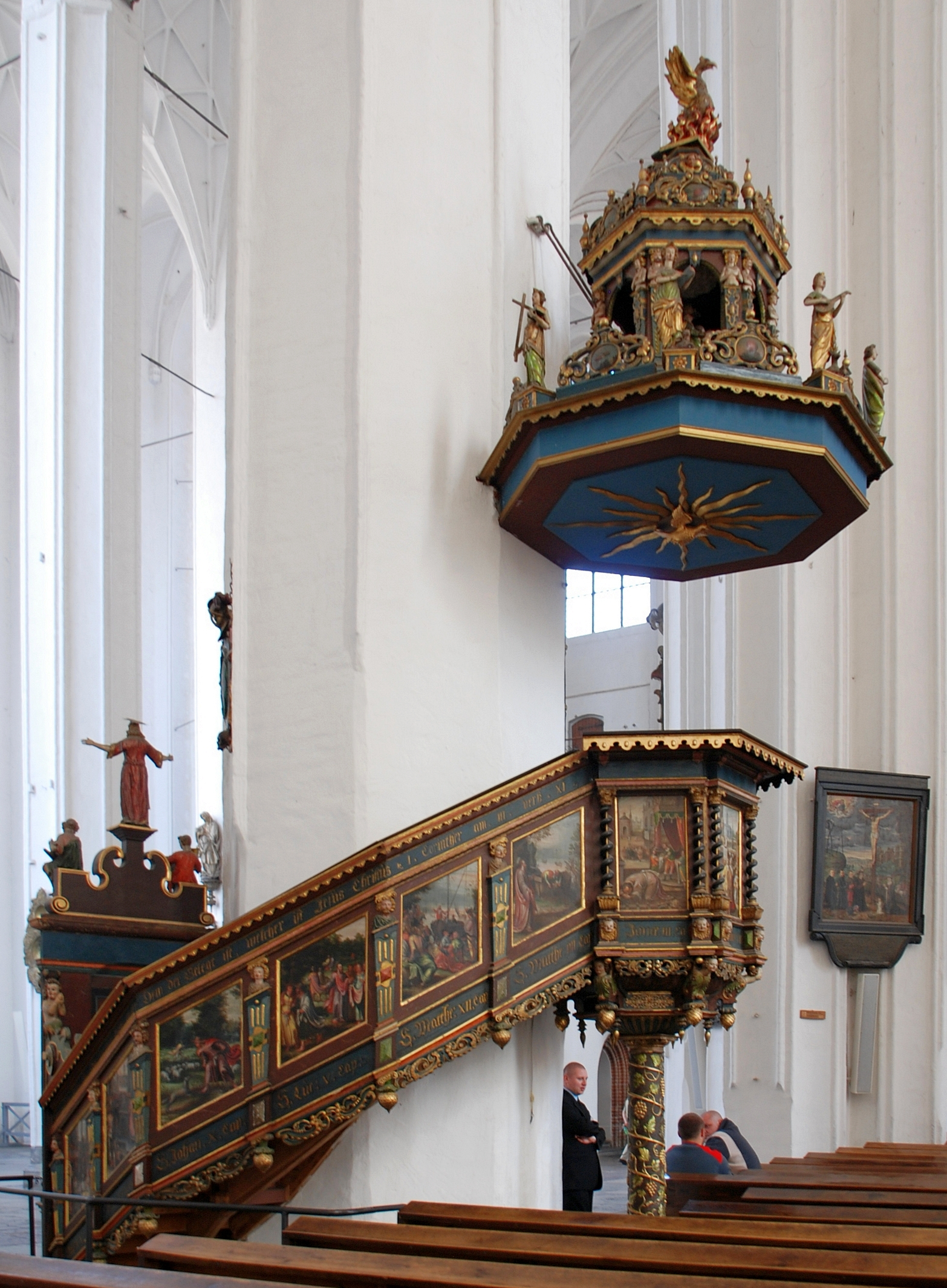
Ambona

Dawna rokokowa ambona wykonana w 1762 r. według projektu Johanna Heinricha Meissnera uległa zniszczeniu w 1945 r. Obecna manierystyczna pochodzi z gdańskiego kościoła św. Jana. Powstała ona w latach 1616/1617. Składa się z kosza z prowadzącymi do niego schodami, który stoi na jednym filarze, oraz baldachimu z latarnią. Wykonana jest z drewna dębowego, polichromowana i przyozdobiona olejnymi obrazami (przypisywanymi Izaakowi van den Blocke) oraz bogatą dekoracją rzeźbiarską. Na obramionych ozdobnym portalem drzwiach poprzedzających schody obraz z Chrystusem jako Dobrym Pasterzem. Tło stanowi owczarnia, ze sceną kradzieży owiec przez dwóch złodziei. Na odwrocie obraz ze sceną śmierci Nadaba i Abihu, synów Aarona. Portal wieńczą figury Chrystusa i personifikacje Wiary i Nadziei. Na balustradzie schodów romboidalne płyciny z obrazami przedstawiającymi Cud w Troadzie, Kazanie św. Pawła w Atenach, Przypowieść o Dobrym Pasterzu, Pierwszy zatarg z faryzeuszami, Chrystus nauczający z łodzi i Powołanie apostołów Piotra i Pawła. Kosz ambony ma plan sześcioboku. Jego zewnętrzne ścianki zdobią cztery obrazy: Nawrócenie mieszkańców Niniwy, Ustanowienie święta Namiotów, Odczytywanie przed królem Jozjaszem odnalezionej księgi Prawa Pańskiego i Noe otrzymuje od Boga rozkaz zbudowania arki. Trzy z nich są współczesną rekonstrukcją pędzla Alojzego Osady. Baldachim zdobią figurki kobiet, które są alegoriami Bojaźni Bożej, Mądrości, Radości, Miłości, Pokoju i Pobożności. Wewnątrz latarni pełnoplastyczna rzeźba św. Jana Chrzciciela. Na hełmie latarni rzeźbiony Feniks w płomieniach, z rozpostartymi skrzydłami, symbol ofiary i Zmartwychwstania Chrystusa.

#### Baptysterium z chrzcielnicą

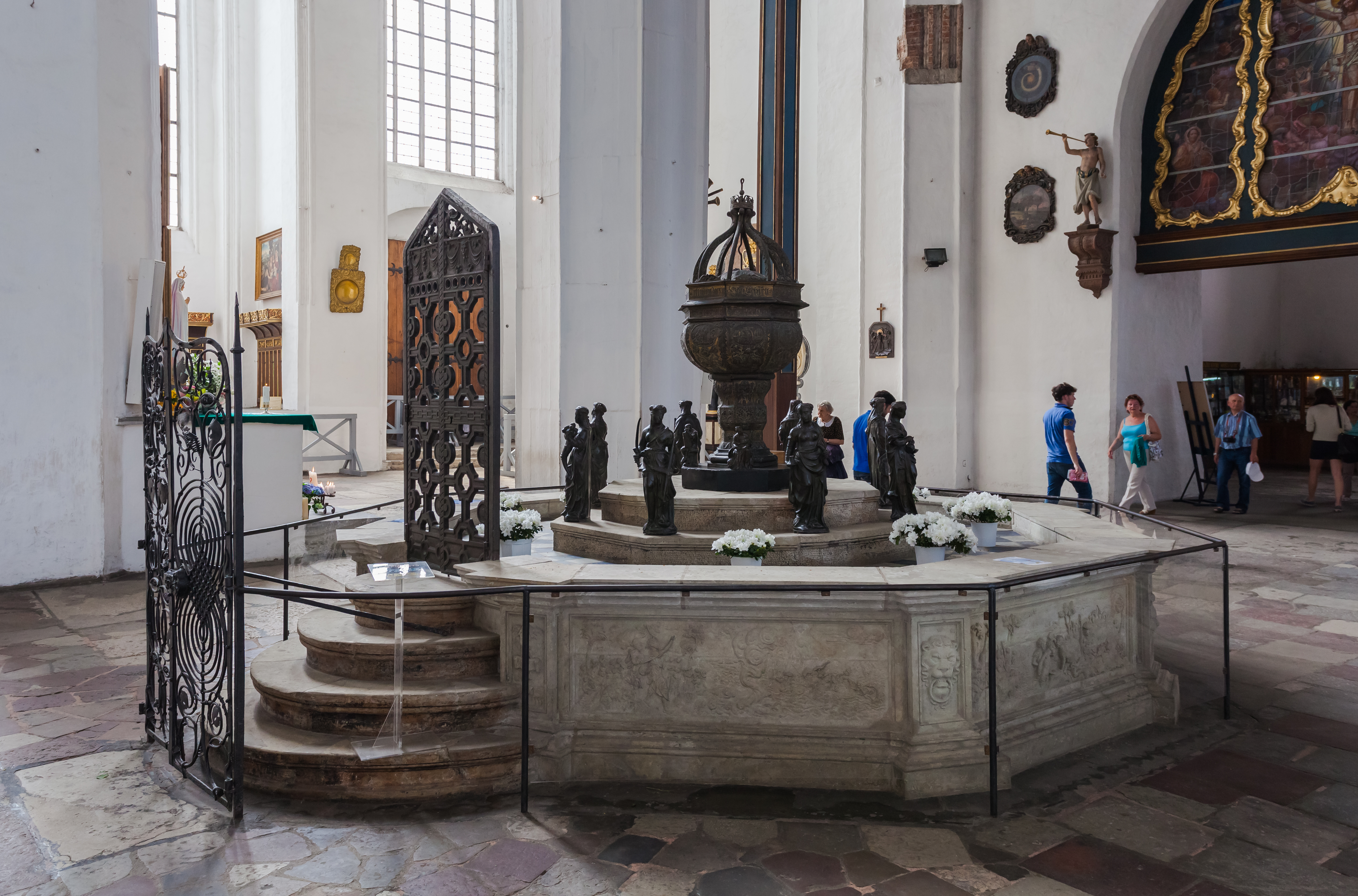
Chrzcielnica z fragmentami baptysterium

Pierwotne baptysterium poświęcone w 1557 roku do dziś zachowało się częściowo, ze względu na zaginięcie w trakcie zawieruchy wojennej misy oraz elementów ogrodzenia. Twórcami dawnego baptysterium byli m.in. Cornelius Hohe, Heinrich Neuborg, Bartel Pasteyde (cokół ogrodzenia) oraz Hinrik Wyllemson (chrzcielnica). Ośmioboczny cokół ogrodzenia zdobią wykonane w kamieniu gotlandzkim reliefy, które przedstawiają Pochód miłosierdzia, Chrzest Chrystusa w Jordanie, Chrzest dworzanina królowej egipskiej, Widzenie św. Piotra i Chrzest Korneliusza, Przejście Żydów przez Morze Czerwone. Na podstawie misy stoją brązowe figury przedstawiające alegorie Hojności, Stanowczości, Miłosierdzia, Wiary, Nadziei, Umiarkowania, Mądrości oraz Sprawiedliwości. U stóp misy brązowe figury Ewangelistów: świętych Marka i Łukasza (pozostałe zaginęły). Obecna misa pochodzi z kościoła św. Jana. Powstała ona w 1682 r. dzięki fundacji Kathariny Zappio. Wykonana jest z drewna i obita jest złoconą blachą miedzianą, z repusowanymi ornamentami i postaciami Ewangelistów i czterema scenami biblijnymi. Pokrywę misy wieńczą figury Chrystusa i Jana Chrzciciela, tworzące scenę chrztu w Jordanie. Po 2005 roku misę chrzcielną przeniesiono z powrotem do historycznego miejsca. W kaplicy św. Jerzego znajduje się XX-wieczny gipsowy odlew dawnej misy chrzcielnej.

#### Organy

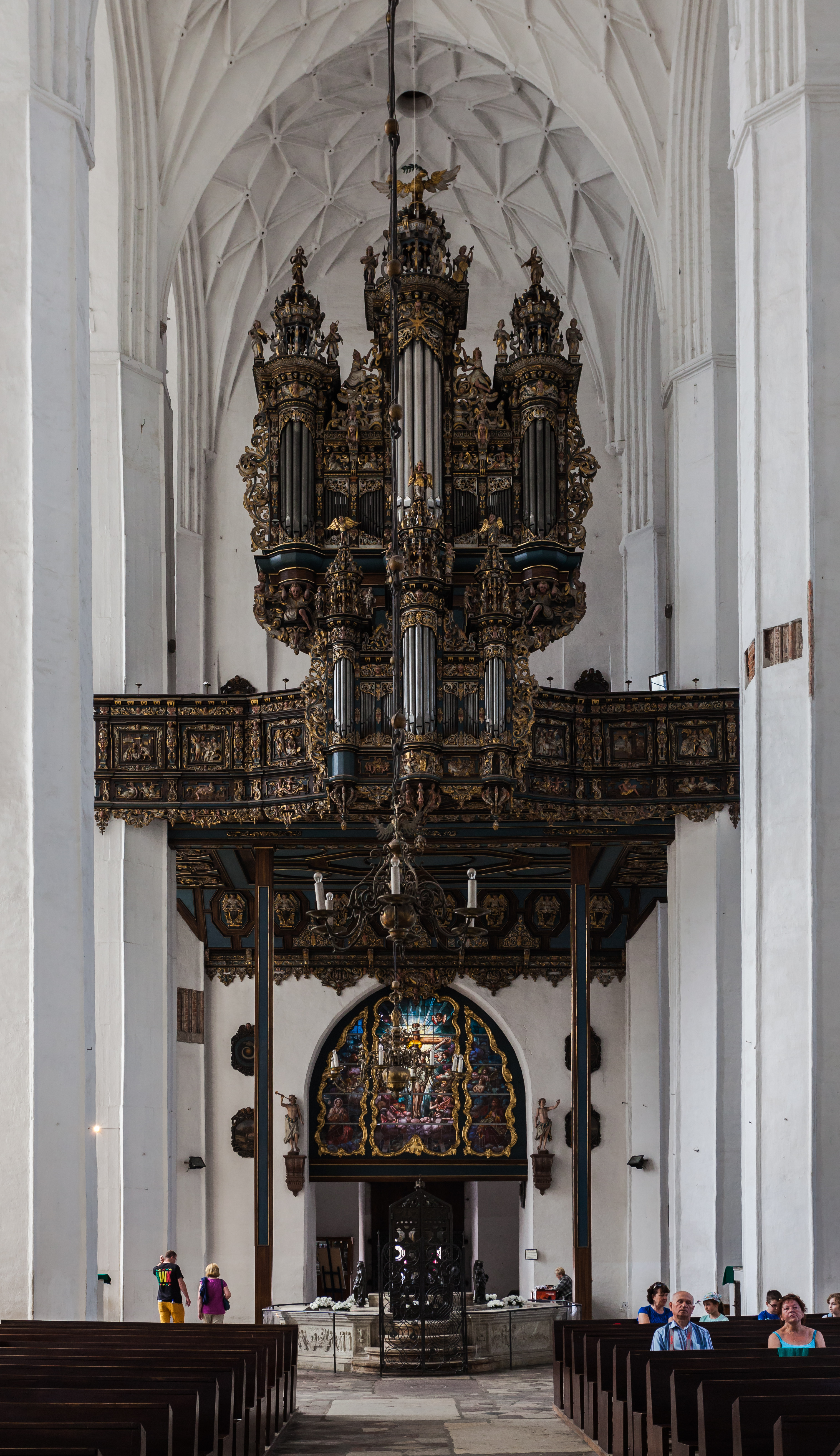
Organy

W miejsce zniszczonego w 1945 prospektu organowego z 1586 i 1760 wstawiono w latach 1981–1985 wczesnobarokowy prospekt z 1629 z kościoła św. Jana. Ocalałe fragmenty dawnego prospektu rozmieszczono w kilku miejscach bazyliki. Nowy instrument wykonała firma organmistrzowska braci Hillebrand z Hanoweru. W realizacji tego dzieła współpracowały zespoły działaczy społecznych i specjalistów z Polski i Niemiec, gdzie inicjatorem przywrócenia organów kościołowi NP Marii był dr Otto Kulcke z Oberursel. Poświęcenie organów miało miejsce 18 sierpnia 1985.
Instrument posiada 46 głosów oraz pełną trakturę mechaniczną, wzorowaną na dawnym instrumencie Friesena. Całość materiału jest rozmieszczona przestrzennie w czterech sekcjach: Hauptwerk – 11 głosów, Brustwerk – 10 głosów, Rückpositiv – 12 głosów, Pedal – 13 głosów rozłożonych w dwóch symetrycznych wieżach pedałowych.

#### Nagrobek Bahrów

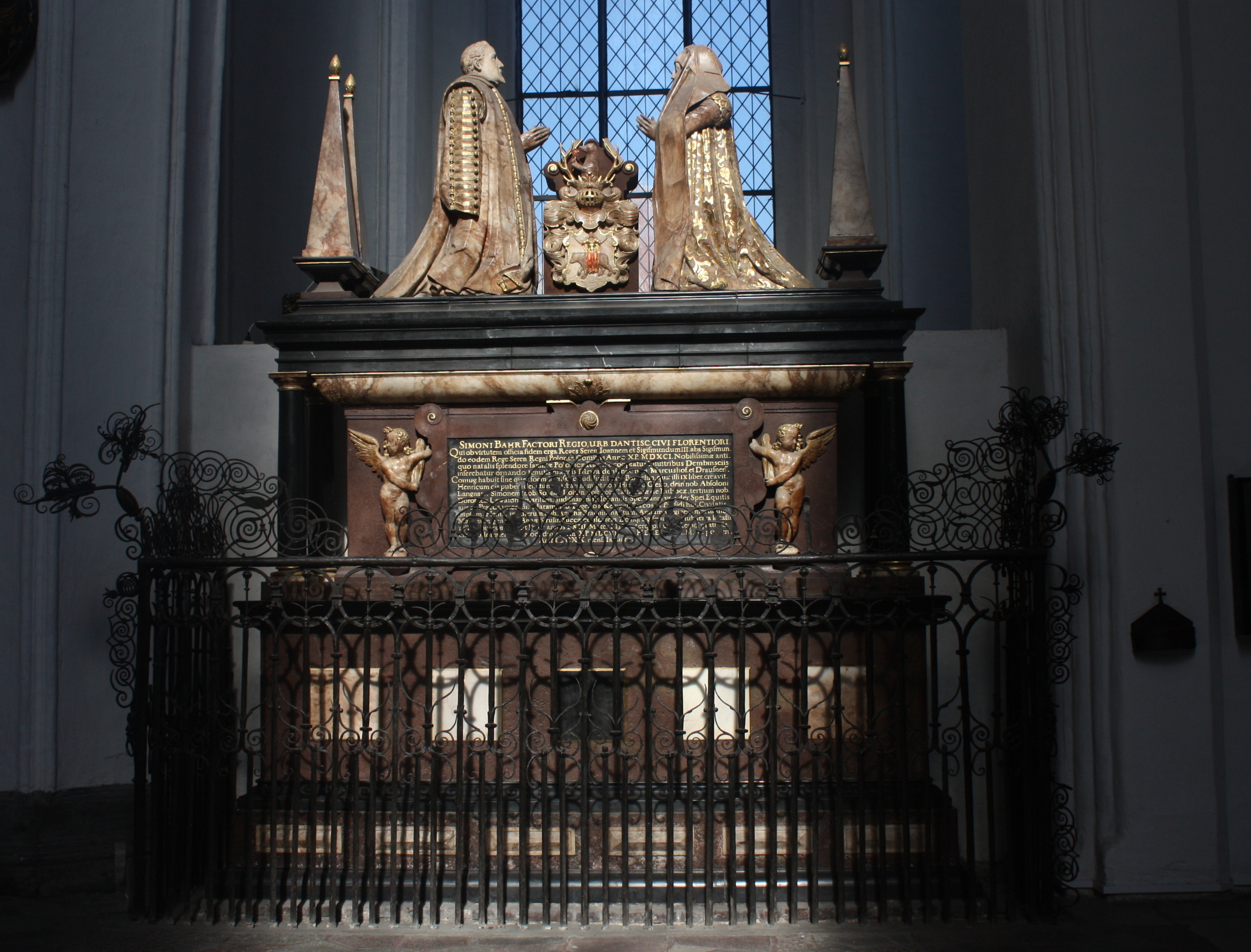
Nagrobek Szymona i Judyty Bahrów

Nagrobek Szymona i Judyty Bahrów, datowany jest na lata 1614–1620. Autorem dzieła jest Abraham van den Blocke. Zleceniodawcą dzieła był burmistrz Gdańska Johann Speymann, zięć Bahrów. Wykonany jest z różnobarwnych marmurów, wapieni i alabastrów, ponadto niektóre detale są pozłacane. Na podwójnym cokole stoi węższa tumba zwieńczona szerokim profilowanym gzymsem, wspartym w narożnikach wolno stojącymi kolumienkami. Na płycie nakrywającej całość, między obeliskami umieszczonymi w narożach, klęczy para małżonków Judyta i Szymon Bahrowie, zwróceni ku sobie, w postawie modlitewnej. Między nimi znajduje się dwustronny kartusz z herbem Rawicz. Front tumby niemal w całości wypełnia duża tablica inskrypcyjna.

#### Tablica Jałmużnicza

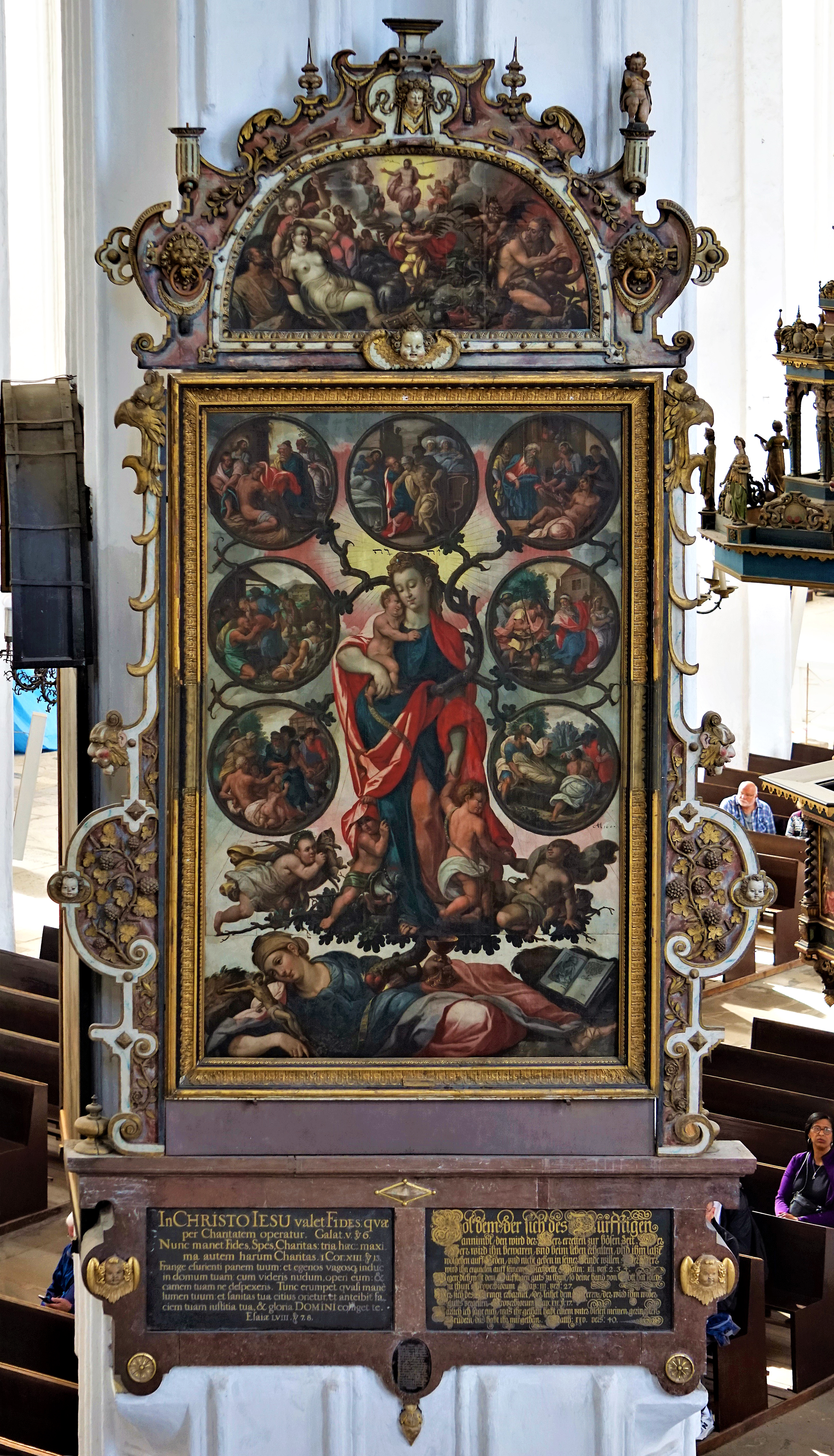
Obraz Tablica jałmużnicza (Anton Möller, 1607) na jednym z filarów kościoła

Tablica Jałmużnicza jest dziełem wykonanym w 1607 r. przez gdańskiego malarza Antoniego Möllera. Nazwę swą zawdzięcza niegdyś istniejącym pod obrazem skarbonom, do których wrzucano datki dla ubogich. Dzieło to składa się z trzech ściśle ze sobą zintegrowanych części, ujętych dekoracyjną ramą. Dolną część tworzy kamienna podstawa, na której znajdują się inskrypcje z wersetami Pisma Świętego odnoszące się do miłosierdzia oraz wiersz zachęcający do ofiarności na biednych. W części centralnej ukazana jest Alegoria Wiary – leżąca kobieta adorująca krzyż. Obok niej leżą otwarta Biblia i złoty kielich z winem. Z jej serca wyrasta pień drzewa, a na jego koronie stoi urocza kobieta z dzieckiem w ręku, będąca alegorią Miłosierdzia w asyście czterech kolejnych dzieci, dwoje z nich są uosobieniem zgody i pokoju, pozostali wojny i niezgody. Spod jej serca wyrasta konar będący częścią symbolicznego Drzewa Miłosierdzia, którego gałęzie zakończone są kolistymi medalionami ukazującymi siedem uczynków miłosierdzia co do ciała. Treść medalionów stanowiła ideę i nadała określoną funkcję dzieła, którą była zachęta wiernych do składania datków na utrzymanie przytułków, szkół i szpitali dla biednych, zaopatrzenie ubogich w odzież i żywność oraz opłacenie usług pogrzebowych. Tablicę wieńczy malowidło na desce o półkolistym wykroju, przedstawiające Sąd Ostateczny. W otoczeniu Chrystusa, Marii i apostołów, Michał Archanioł ukazany jako pasterz rozdziela owce od kozłów.

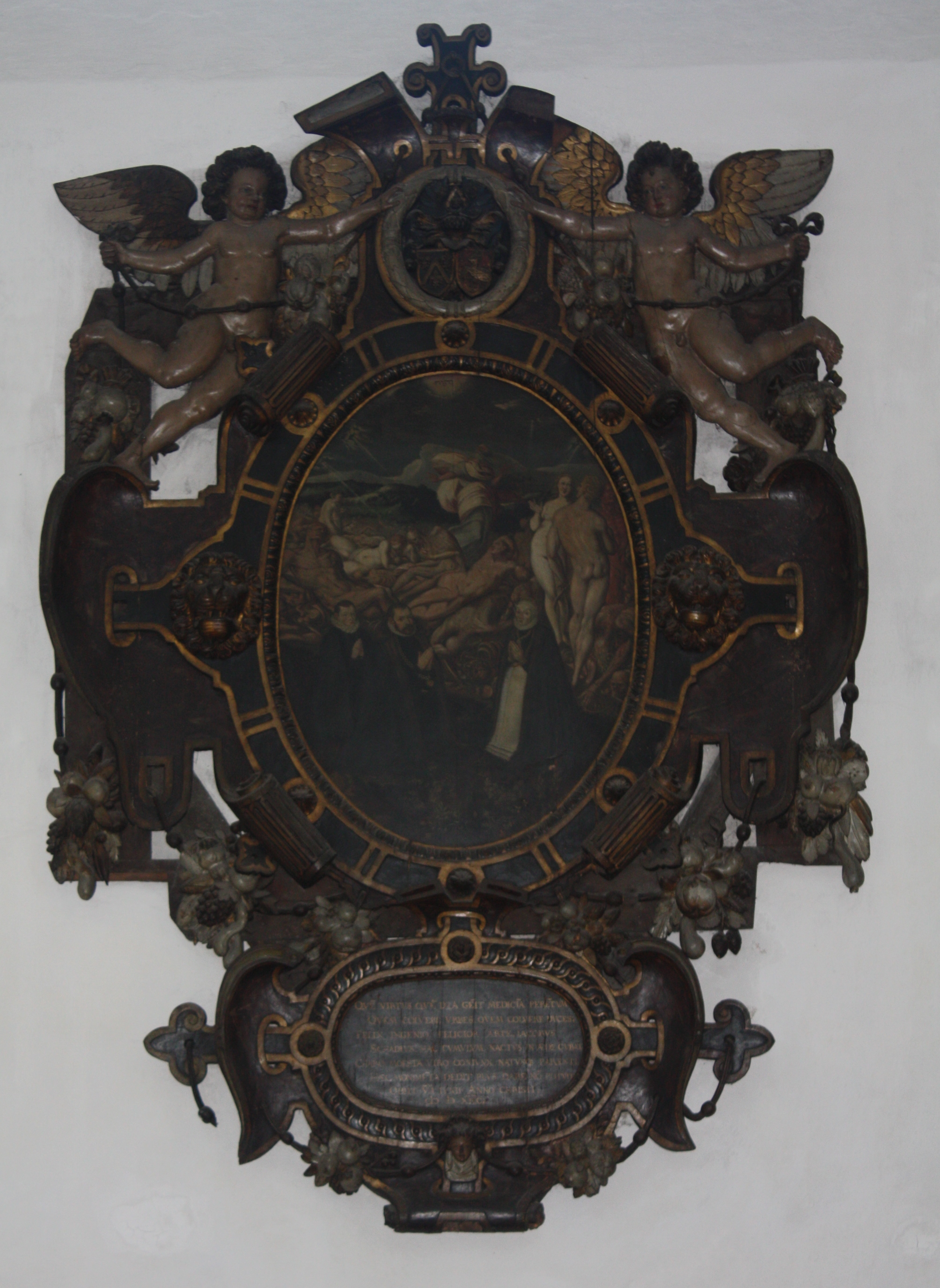
Epitafium Jacopa Schadiusa

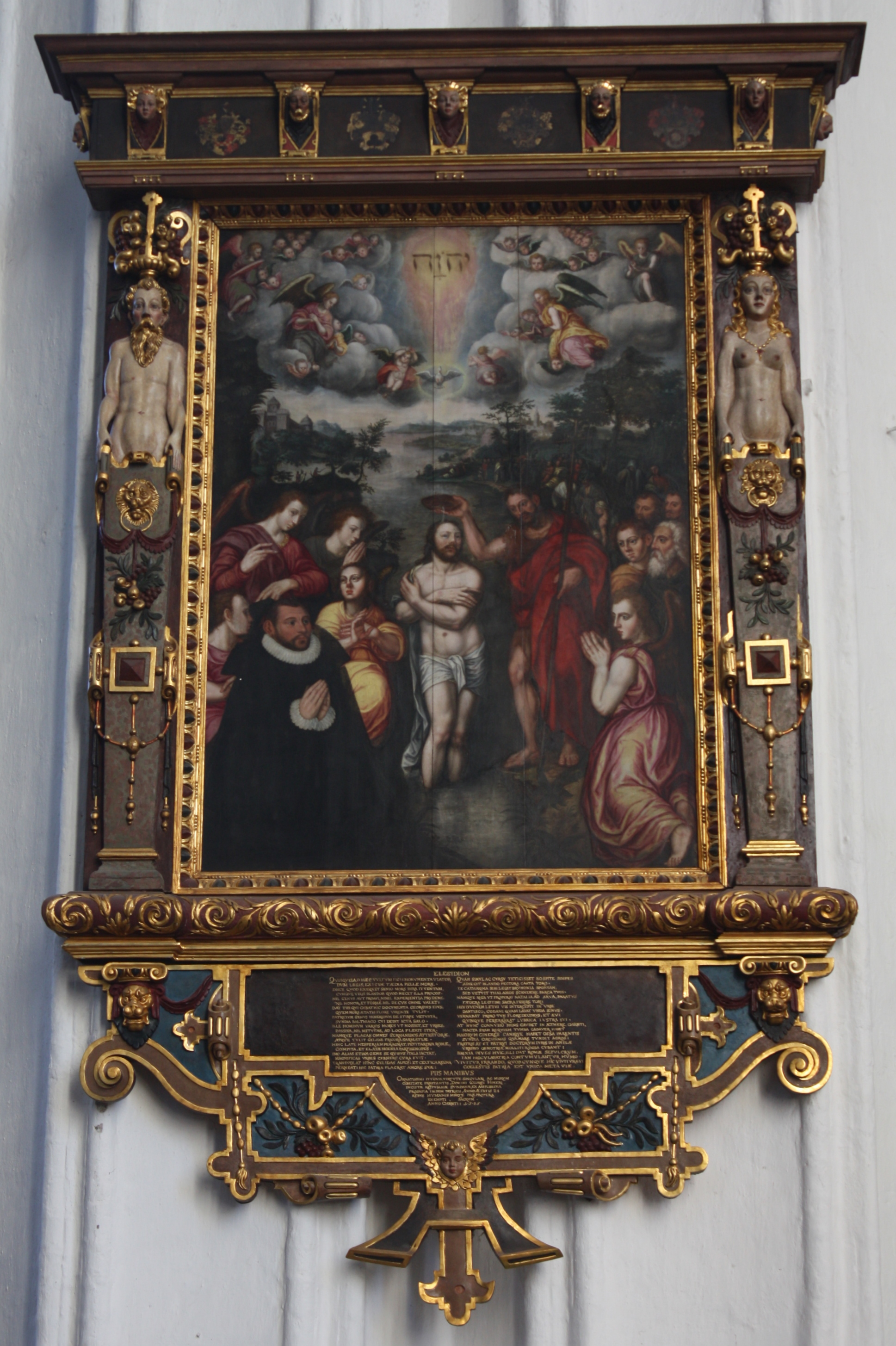
Epitafium Georga Hoiera

#### Epitafium Michaela Loysa
W kaplicy św. Marii Magdaleny znajduje się epitafium Michała Loysa, wykonane w Niderlandach w 1561 r. Posiada ono formę tryptyku, zwieńczonego trójkątnym tympanonem z herbem i literami »MLF«. Oprawiony on jest w drewnianą ramę z malowaną groteskową dekoracją. Pośrodku w trzech polach umieszczone są dwie płyty z alabastrowymi płaskorzeźbionymi scenami Ukrzyżowania i Zmartwychwstania. W 1945 r. zaginęła płaskorzeźba ze sceną Zdjęcia z Krzyża. Na zwieńczeniu epitafium dwie rzeźby alegorie Wiary i Nadziei.

#### Epitafium Brandesów
Przy wejściu z Bramy Radnych na ścianie przypory wisi monumentalne epitafium Johanna i Dorothy Brandes. Wykonane w 1586 r. przez Willema van den Blocke. Centralną część epitafium wypełnia duża tablica inskrypcyjna, którą flankują kariatydy dźwigające belkowanie, które jednocześnie są alegoriami Wiary i Nadziei. Powyżej w niszach obramionych arkadami ukazane są popiersia małżonków Brandesów, ukazani są w pozie modlitewnej. Asystują im alegorie spokoju, nieśmiertelności i pracy. W zwieńczeniu postać Śmierci z kosą i klepsydrą w rękach oraz atrybuty władcy (berło i miecz) oraz chłopa (łopata i kosa). Przykład recepcji wzorników Cornelisa Florisa.

#### Epitafium Edwarda Blemkego
Na wschodnim murze przyporowym między kaplicami św. Baltazara i św. Antoniego (południowe ramię transeptu) znajduje się epitafium Edwarda Blemkego, które wykonał w 1591 r. Willem van den Blocke. W centralnym polu umieszczona jest płaskorzeźbiona scena zmartwychwstania ciał w dolinie Jozafata według wizji proroka Ezechiela. W środku kompozycji stoi Ezechiel otoczony leżącymi lub podnoszącymi się postaciami ukazanymi w początkowym etapie wskrzeszenia; przyoblekania się ludzkich szkieletów w ciała. Nad tą sceną, ponad wysokim horyzontem w sferze niebieskiej widać tetragram i cztery główki aniołów wydmuchujących wiatry w stronę powstających z martwych. Relief flankują dwie kolumny jońskie. W ażurowych arkadach alegorie Sprawiedliwości i Roztropności. Dekorację epitafium tworzą m.in. liczne figurki aniołów.

#### Epitafium Jacoba Schadiusa
Manierystyczne epitafium Jacoba Schadiusa związane jest z kręgiem Antoniego Möllera. Wykonane zostało w 1612 r. Owalny obraz ukazuje Wizję Ezechiela oraz modlące się postacie fundatorów. Dzieło charakteryzuje się dynamiką zarówno proroka, który odziany jest w rozwiane szaty, jak i ciał zmartwychwstałych.

#### Epitafium Bartolomeusa Wagnera
Manierystyczne epitafium Bartolomeusa Wagnera tworzą trzy strefy; dolna z malowanym przedstawieniem rodziny Wagnerów, środkowa z obrazem Zmartwychwstanie Pańskie i górna, którą tworzy półkoliste zwieńczenie z rzeźbionymi aniołami podtrzymującymi glob ziemski. Obraz środkowy flankują rzeźbione kariatydy i putta. Dzieło zostało wykonane w 1571 r.

#### Epitafium Johanna Schrödera
Epitafium Johanna Schrödera jest dziełem Hansa Caspara Gockhellera. Wykonane jest z czarnego marmuru (oprawa architektoniczna) i białego alabastru (dekoracja rzeźbiarska). Tworzą ją popiersie zmarłego (który odziany jest w strój duchowny), dwie postacie alegoryczne (Wiara i Nadzieja) flankujące popiersie, kartusz z herbem oraz festony i drobne ornamenty poświadczające barokowość dzieła. Czas realizacji dzieła oscyluje wokół lat 1665/75.

### Wyposażenie współczesne
Podczas stopniowej odbudowy kościoła, niektóre kaplice otrzymały nowoczesny wystrój, m.in. ołtarze poświęcone Matce Boskiej Częstochowskiej i Matce Boskiej Ostrobramskiej. Na ścianach wmurowano wiele tablic upamiętniających m.in. ofiary i bohaterów II wojny światowej (m.in. mjr. Henryka Sucharskiego i obrońców Westerplatte, Armii Krajowej), działaczy „Solidarności” i innych bohaterów związanych z historią Gdańska. Wiele elementów współczesnego wystroju i budzi wciąż zastrzeżenia wśród krytyków sztuki i konserwatorów. Z dużą krytyką spotkały się inicjatywa i realizacja pomnika ofiar katastrofy smoleńskiej, szczególnie za wielkość i rażące różnice formalne w stosunku do otoczenia. Ponadto w kilku miejscach naruszono pierwotny układ przestrzenny (m.in. znaczne podwyższenie posadzki prezbiterium, niektórych kaplic, mijające się z gotycką przestrzennością wnętrza).

#### Kaplica Ludzi Morza
Kaplica Ludzi Morza mieści się w dawnej kaplicy Wszystkich Świętych, gdzie do 1912 roku znajdowała się biblioteka kościelna. Obecną kaplicę ufundował w 1980 r. Andrzej Bohomolec, który przed wojną jako pierwszy Polak przepłynął jachtem „Dal” Ocean Atlantycki. Poświęcona jest marynarzom, żeglarzom i rybakom, spoczywającym na dnach mórz i oceanów. Wystrój kaplicy z figurą Matki Boskiej, Królowej Mórz i Oceanów, oraz reliefami, zawierającymi morskie wątki biblijne, jest dziełem gdańskich artystów Stanisława Koniecznego i Janiny Karczewskiej-Koniecznej. Wejście do kaplicy zdobi XVII-wieczny, barokowy portal.

#### Kaplica Kapłańska
Kaplica Bractwa Kapłańskiego mieści od 1965 roku miejsce pamięci 2779 polskich księży zamordowanych w czasie II wojny światowej, przez nazistów i NKWD. Wykonana z czerwonego granitu rzeźba Chrystusa Frasobliwego jest pracą Janiny Stefanowicz-Schmidt. Miejsca masowych mordów i liczby ofiar z poszczególnych diecezji są wyszczególnione na ozdobnej kracie oraz płycie z brązu.

#### Ołtarz Matki Boskiej Ostrobramskiej
Przy północnej ścianie kaplicy św. Doroty stoi ufundowany przez byłych wilnian i wykonany przez Jana Borowskiego ołtarz Matki Boskiej Ostrobramskiej z kopią obrazu i bogatą dekoracją metaloplastyczną z symbolami maryjnymi i wezwaniami litanii loretańskiej.

#### Inne dzieła

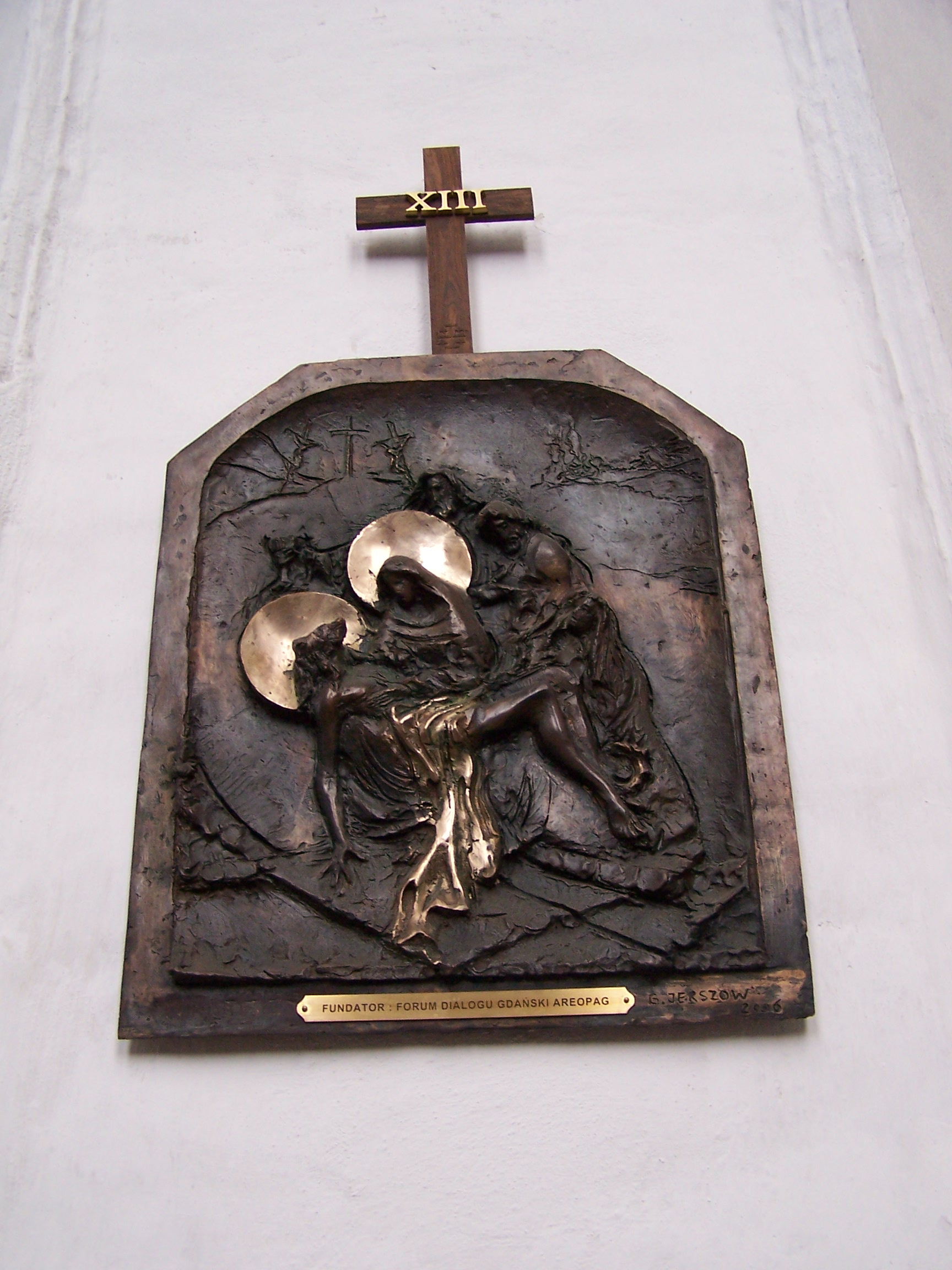
Jedna z XV Stacji Drogi Krzyżowej autorstwa Giennadija Jerszowa

- Stacje Drogi Krzyżowej, stworzone w latach 2005–2006, pierwsze od 61 lat, kiedy to świątynię opuścili protestanci. Dzieło w formie płyt wykonał Giennadij Jerszow – rzeźbiarz o korzeniach polsko-ukraińskich. Piętnaście tablic z brązu uroczyście poświęcił 15 sierpnia, w dniu Wniebowzięcia Najświętszej Marii Panny, patronki bazyliki, arcybiskup Tadeusz Gocłowski. Każda ma swojego fundatora, którego nazwa widnieje na złoconych tabliczkach przytwierdzonych do poszczególnych stacji. Projekt drogi krzyżowej w największym gdańskim kościele ożywał też regularnie co kilka lat po II wojnie światowej. Musiało jednak minąć ponad 60 lat, aby udało się go zrealizować. Brązowe tablice o wymiarach 50 × 60 cm zawisły na filarach w nawie głównej. Dawniej w tych miejscach wisiały luterańskie obrazy symboliczne[32].
- 13 listopada 2010 roku w kaplicy św. Doroty odsłonięto pomnik upamiętniający ofiary katastrofy polskiego Tu-154 w Smoleńsku, zaprojektowany przez artystę rzeźbiarza Andrzeja Renesa[33]. Obok grobowiec Macieja Płażyńskiego.

### Dzieła z kościoła NMP w zbiorach muzealnych
Obecny stan wyposażenia kościoła jest wyłącznie częścią dawnego bogatego wystroju, częściowo wzmiankowanego w źródłach pisanych. Znaczna część dzieł zaginęła lub została przekazana do innych miejsc już w okresie nowożytnym, a także w kolejnych stuleciach. Po II wojnie światowej większość wyposażenia kościoła została ewakuowana, jednakże część dzieł zaginęła lub uległa zniszczeniu (m.in. pierwotna misa chrzcielna, Mały Dyptyk Winterfeldów, środkowa część Dużego Ołtarza Ferberów, XVIII-wieczna ambona, organy, część retabulum ołtarza głównego, kilka nowożytnych epitafiów itd.). Ocalałe z zawieruchy wojennej zabytki zostały włączone do zbiorów muzealnych w Gdańsku, Toruniu, Malborku, Warszawie oraz Hamburgu. Większość dzieł malarstwa i rzeźby została przywrócona do gdańskiej bazyliki, niektóre do dziś są przechowywane lub eksponowane w muzeach.

#### „Sąd Ostateczny” Hansa Memlinga
Najcenniejszym dziełem, związanym z kościołem Mariackim, jest tryptyk „Sąd Ostateczny” Hansa Memlinga (1467–1473). Od 1956 r. znajduje się w zbiorach Muzeum Narodowego w Gdańsku; w kościele, w przywieżowej kaplicy św. Rajnolda znajduje się jego kopia z XIX wieku. Centralną część tworzy scena tytułowa, która podzielona jest na dwie strefy – pośrodku u góry tronuje na globie ziemskim Chrystus w asyście Maryi, Jana Ewangelisty oraz apostołów, u dołu Michał Archanioł dokonuje sądu tłumu zmartwychwstających ludzi, wydając wyrok zbawienia lub potępienia. Lewe skrzydło ukazuje symboliczną bramę do niebios, którą przekraczają zbawieni. Po przeciwnej stronie zobrazowane jest piekło, do którego wrzuceni są potępieni. Na rewersach są przedstawienia Madonny z Dzieciątkiem i Michała Archanioła, u stóp ich klęczą fundatorzy retabulum – Angelo di Jacopo Tani i jego żona Katarzyna z Tanaglich.
|                                                               |  |  |  |  |
| Sąd Ostateczny zdobyty przez załogę okrętu "Peter von Danzig" |  |  |  |  |

#### Ołtarz Świętego Rajnolda

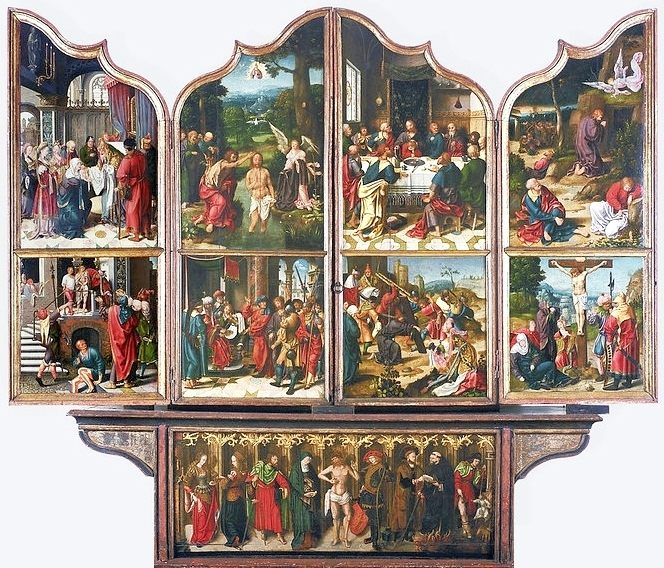
Ołtarz Świętego Rajnolda z 1515 roku. Widok pierwszego otwarcia z malowidłami Joosa van Cleve

Datowane na rok 1515 retabulum ołtarza św. Rajnolda jest w formie pentaptyku (korpus z predellą i zwieńczeniem oraz dwie pary skrzydeł ruchomych) i wykonane zostało w warsztacie antwerpskim. Elementy rzeźbiarskie przypisuje się Janowi van Molderowi, zaś malowane kwatery Joosovi van Cleve. Zawiera dwa cykle scen: rzeźbiarski cykl z dziejów Marii i malarski z dziejów Chrystusa. Od strony stylistycznej rzeźby są przykładem antwerpskiej snycerki późnogotyckiej, zaś malowidła łączą tradycję gotycką z renesansem. Ołtarz zamówiony został przez Bractwo Świętego Rajnolda do kaplicy patrona w kościele Mariackim w Gdańsku. Po 1945 w zbiorach warszawskiego Muzeum Narodowego.

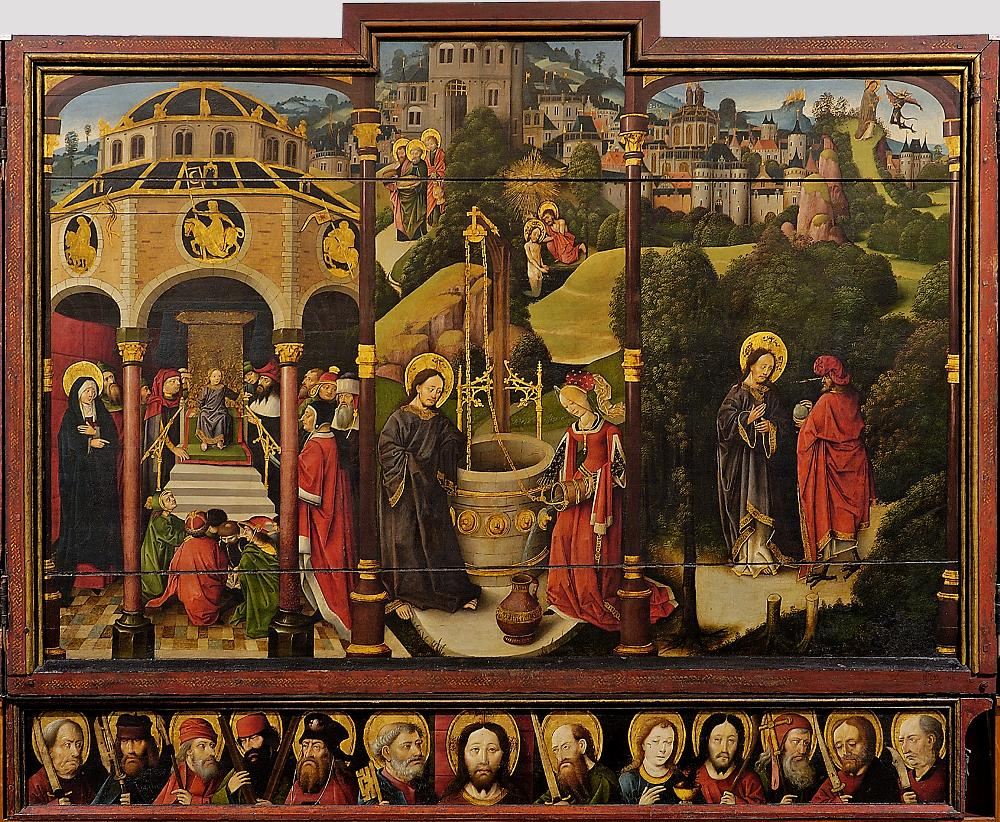
Dwunastoletni Chrystus w świątyni, Rozmowa Chrystusa z Samarytanką i Kuszenie Chrystusa – część środkowa Tryptyku Jerozolimskiego, ok. 1497 roku. Poniżej widoczna predella

#### Tryptyk Jerozolimski
Tryptyk Jerozolimski przedstawia wybrane epizody z życia Jezusa Chrystusa ukazane w konwencji narracyjno-symultanicznej. Pośrodku Dwunastoletni Chrystus w świątyni, Rozmowa Chrystusa z Samarytanką przy studni Jakubowej oraz Kuszenie Chrystusa. W tle wyobrażenie panoramy Jerozolimy. Na skrzydłach bocznych Ucieczka Świętej Rodziny do Egiptu, Rzeź Niewiniątek, Cud ze zbożem i Pościg Heroda oraz Wjazd Chrystusa do Jerozolimy i Wypędzenie przekupniów ze świątyni. Na rewersach skrzydeł cykl Pasji Chrystusa, od Ostatniej Wieczerzy, po Złożenie Chrystusa do grobu. Od strony ideowej ołtarz obrazuje słuszność nauki Chrystusa (epizody z części środkowej ołtarza) i eucharystyczny wymiar chleba-Ciała i wina-Krwi Chrystusowej. Namalowany około 1497 przez nieznanego malarza zaznajomionego z malarstwem dolnoreńskim i niderlandzkim. Pierwotnie umieszczony był w kaplicy Jerozolimskiej (stąd nazwa) przy południowym ramieniu transeptu, po 1945 w Muzeum Narodowym w Warszawie.

#### Dyptyk Winterfeldów

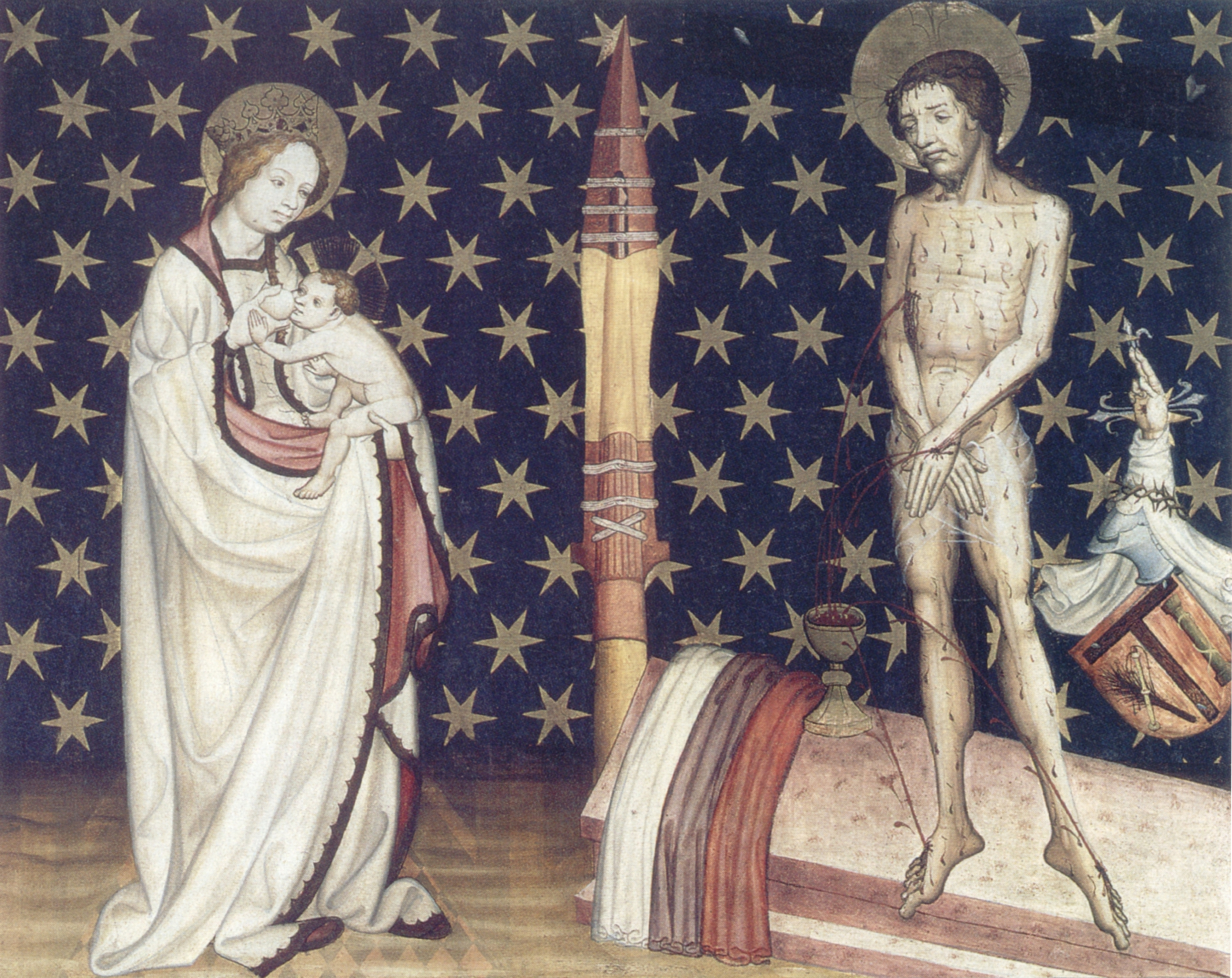
Maria Lactans i Vir Dolorum – fragment Dyptyku Winterfeldów

Dyptyk Winterfeldów składa się ze skrzydeł ruchomego (dwustronnie malowanego) i nieruchomego. Zamknięty dyptyk prezentuje Naigrawanie, Biczowanie i Opłakiwanie Chrystusa. Na lewym skrzydle otwartego dyptyku w dwóch kwaterach Maria lactans i Vir Dolorum oraz Ecce homo, na prawym Maria Magdalena unoszona przez anioły. Namalowany około 1430 roku przez nieznanego malarza gdańskiego. Fundacja gdańskiej rodziny Winterfeldów, do których należała kaplica św. Jakuba przy południowej części ambitu. Po 1945 w zbiorach Muzeum Narodowego w Warszawie.

#### ObrazPietas Patris
Obraz Pietas Patris jest malowidłem, tworzącym niegdyś środkową część ołtarza cechu szewców. Skrzydła boczne z przedstawieniami aniołów trzymających narzędzia Męki Pańskiej zaginęły w 1944 r. Środkowa, zachowana tablica ukazuje Trójcę Świętą w typie Pietas Patris, gdzie koronowany Bóg Ojciec podnosi martwe ciało Chrystusa, nad którym unosi się Gołębica Ducha Świętego. Chrystus stoi na globie. Kulisę przedstawienia tworzy ozdobna kotara podtrzymywana przez cztery anioły. Dzieło wykonane przez malarza gdańskiego zaznajomionego z malarstwem brugijskim datowane na około 1435 roku.
Przed ostatnią wojną w gdańskim kościele znajdowała się druga niemal bliźniacza wersja Pietas Patris datowana na około rok 1430 i ufundowana przez Bractwo św. Jerzego. Znajdowała się naprzeciw kaplicy św. Jerzego, po 1945 roku uchodziła ona za zaginioną i dopiero około roku 2000 ustalono, iż od lat 70. wieku obraz przejęła jedna z berlińskich gmin ewangelickich. Znajdował się w zbiorach państwowych w Berlinie (wcześniej w Bode-Museum, następnie w Gemäldegalerie) jako depozyt. W 2020 podjęto decyzję o zwrocie obrazu do Gdańska.

#### Pozostałe dzieła
Do II wojny światowej w kościele znajdował się między innymi ołtarz baldachimowy z kaplicy św. Kosmy i Damiana z około 1420 roku (obecnie w Muzeum Narodowym w Warszawie). W Niemczech znajdują się dwa XVIII wieczne dzwony Dominicalis i Osanna, które dziś dzwonią na wieżach kościołów NMP w Lubece i św. Andrzeja w Hildesheim, ponadto w Lubece są przetrzymywane liczne paramenty. W zbiorach Muzeum Narodowego w Gdańsku znajduje się zespół utensiliów liturgicznych i paramentów z XV–XVIII stuleci. Kilka dzieł pochodzących z gdańskiej fary zostało przekazanych gdańskiemu muzeum jeszcze przed wojną, m.in. ołtarz Opłakiwania zwany też św. Elżbiety z ok. 1390 z rzeźbionymi przedstawieniami Piety oraz Marii Magdaleny i Elżbiety, czy też do niedawna uznawany za zaginiony tzw. Mały Dyptyk Winterfeldów namalowany w 1490 roku (kilka lat temu ujawniony w zbiorach Muzeum Puszkina w Moskwie).

### Domniemane dzieła związane z kościołem NMP

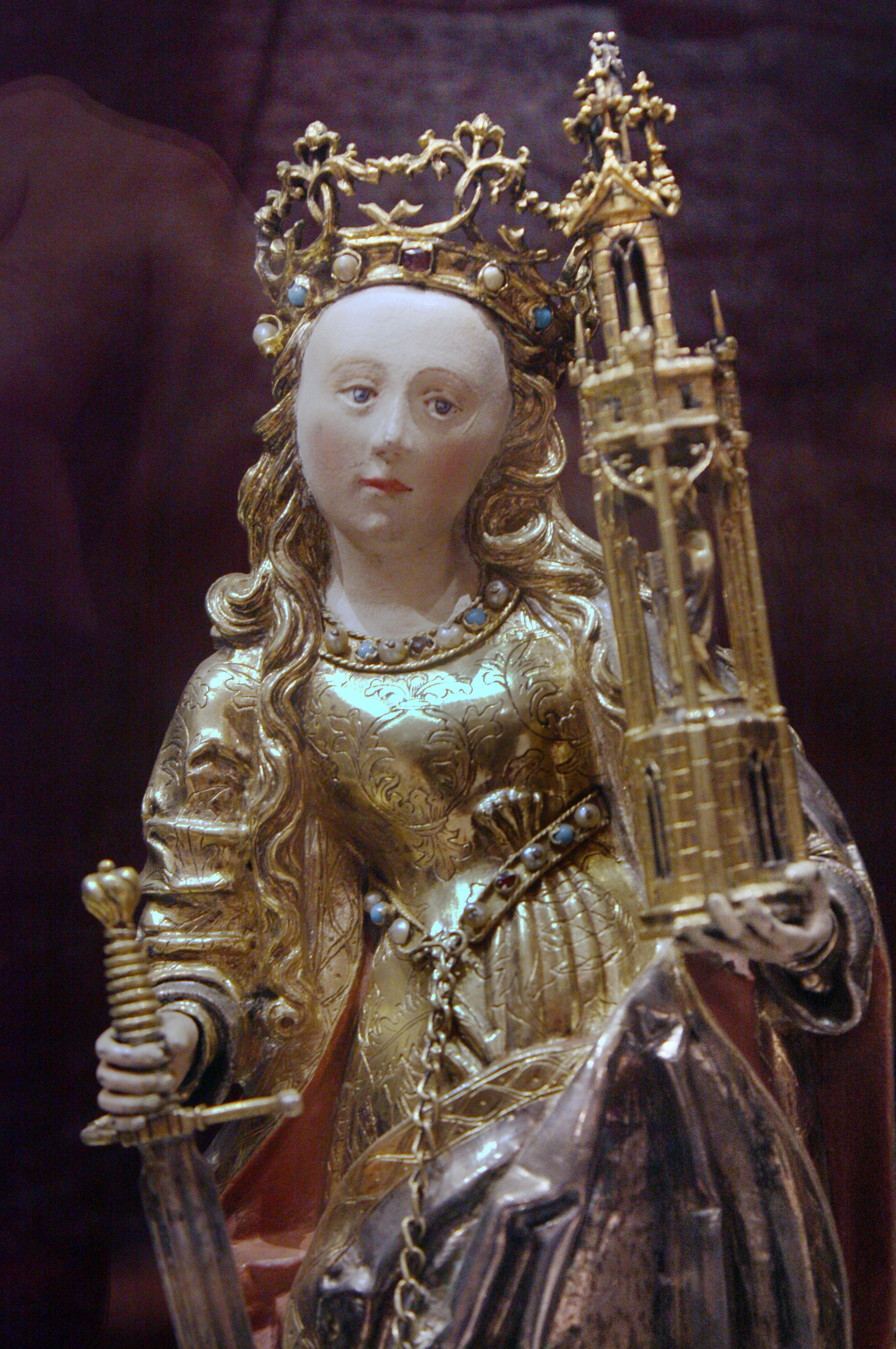
Relikwiarz świętej Barbary (fragment) z 1514 roku. Obecnie w Muzeum Diecezjalnym w Pelplinie

Na terenie Pomorza zachowało się kilka dzieł sztuki, które były prawdopodobnie częścią wystroju gdańskiego kościoła Mariackiego, lecz nie zostały uwzględnione w źródłach.

#### Maria in puerperio
W zbiorach Oddziału Sztuki Dawnej gdańskiego Muzeum Narodowego znajduje się sprowadzona z Helu Maria w połogu, datowana na połowę XIV wieku. Kompozycja ta przedstawia wpółleżącą na łożu połogowym Matkę Boską z Dzieciątkiem Jezus, jest cennym przykładem typu przedstawienia dewocyjnego – Maria in puerperio, ściśle związanego z nurtami mistycznymi, powszechnymi głównie w kręgach zakonnych, następnie wśród działających w większych parafiach (w tym gdańskiej farze) różnych konfraterni. Luteranizm nie uznawał przedstawień dewocyjnych, stąd też prawdopodobnie Maria w połogu powędrowała na Hel.

#### Relikwiarz świętej Barbary
Przed reformacją kościół był uposażany w liczne dzieła złotnicze, w tym zachowany do dziś relikwiarz św. Barbary (od XIX wieku w kościele w Piasecznie na Kociewiu, obecnie w Muzeum Diecezjalnym w Pelplinie) z 1514 roku, prawdopodobnie fundacja Bractwa Cechu Kupców. Jest to relikwiarz typu figuralnego, ukazuje pełną urody świętą Barbarę ze swoimi atrybutami – mieczem i wieżą (wewnątrz jej znajduje się figurka Jezusa). Na sześciobocznym cokole niewielkie postacie świętych, w tym świętego Zygmunta – patrona ówczesnego władcy Zygmunta I Starego.

#### Ostatnia modlitwa Marii Panny

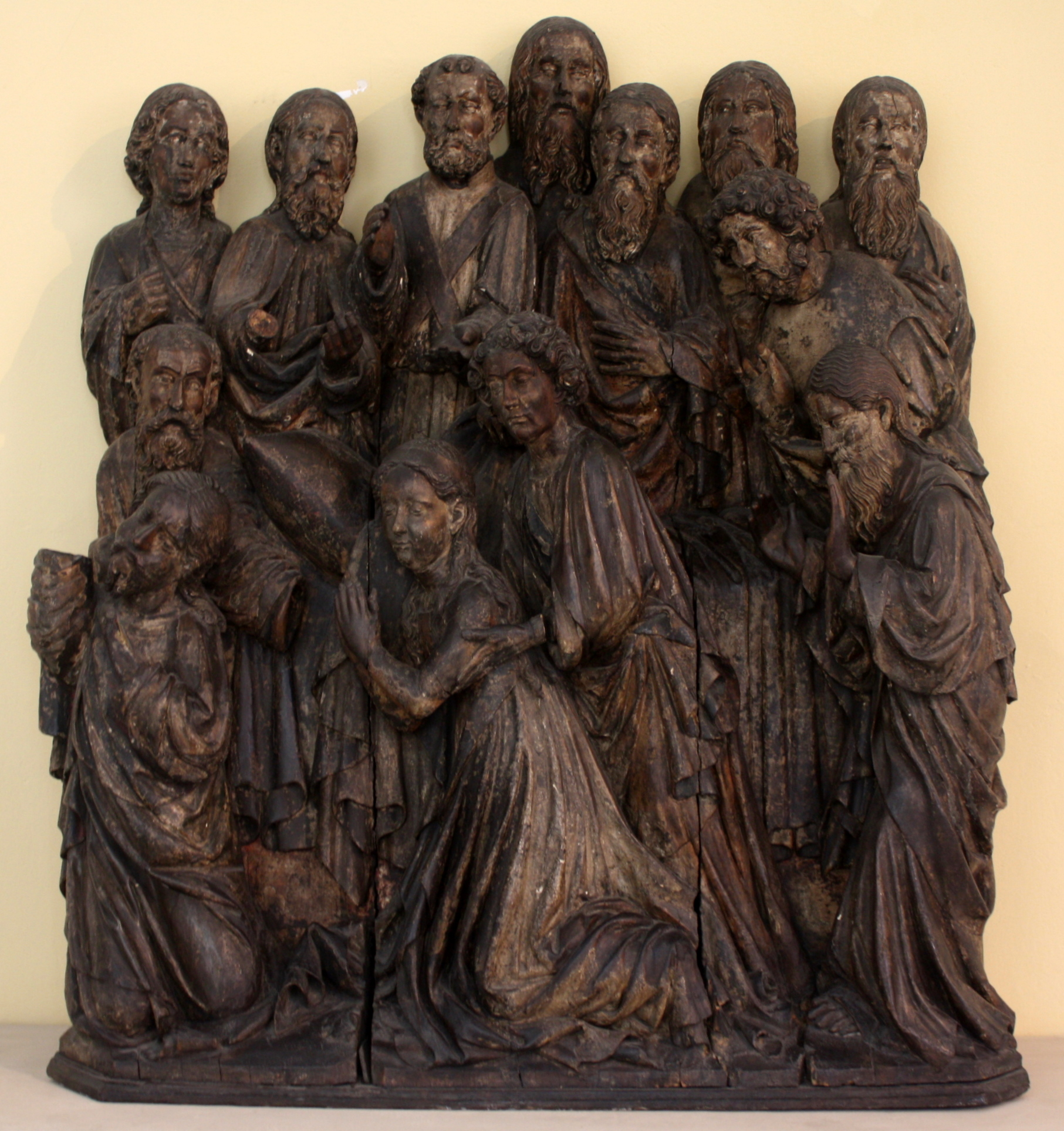
Zaśnięcie Marii Panny z portalu Bramy Szewskiej kościoła NMP

Odmienny los spotkał datowaną na około 1400 rok grupę rzeźbiarską przedstawiającą Zaśnięcie Marii. Najprawdopodobniej kompozycja ta stanowiła środkową część nieistniejącego retabulum ołtarzowego. Nieznana jest proweniencja dzieła, według najnowszych badań stanowiło wystrój kaplicy nieistniejącego zamku krzyżackiego w Gdańsku. Krzyżacy otaczali najwyższym kultem Marię, również Jej Zaśnięcie, Wniebowzięcie i Koronację (ostatni z tych wątków służył propagowaniu władzy Zakonu na Pomorzu).
Po zburzeniu przez mieszczan zamku w trakcie wojny trzynastoletniej, w nieznanym dokładnie czasie Ostatnia modlitwa Marii została umieszczona w tympanonie portalu bramy Szewskiej (Korkowników), gdzie od 1927 roku drewniany oryginał (obecnie w zbiorach MNG) zastąpiono kamienną kopią.

## Dzwony
W wieży dzwonowej znajdują się dwa dzwony: Gratia Dei o tonie uderzeniowym fis0 i wadze 7850 kg, odlany w roku 1970 w ludwisarni Jana Felczyńskiego w Przemyślu, oraz mniejszy, o wadze 2600 kg, dzwon Ave Maria, o tonie uderzeniowym cis¹.
W 2018 w zrekonstruowanej sygnaturce umieszczono 60-kg dzwon z inskrypcjami „Imię moje św. Jan Paweł II” oraz „Na wieczną pamiątkę odwiedzin papieża Polaka w Bazylice Mariackiej w Gdańsku 12.06.1987 r. Anno Domini 2018”, który ma wybijać pełne godziny w synchronizacji z XVII-wiecznym Zegarem Groblowym.
Zachowały się 2 dzwony, wywiezione z kościoła Mariackiego w czasie II wojny światowej: Osanna – znajdujący się obecnie w kościele św. Andrzeja w Hildesheim – i Dominicalis – w kościele Mariackim w Lubece.